# Houston Stewart Chamberlain
Houston Stewart Chamberlain (Southsea, 9 settembre 1855 – Bayreuth, 9 gennaio 1927) è stato uno scrittore e filosofo britannico naturalizzato tedesco, vissuto principalmente in Austria e in Germania, noto per gli scritti che, sulla scia del pensiero di Joseph-Arthur de Gobineau, ribadivano, sviluppavano ed esaltavano il concetto di "razza ariana".
Secondo Chamberlain questa razza trovava i suoi più autentici rappresentanti nei popoli di etnia germanica, predestinati a governare l'Europa.
Scrisse opere sulla filosofia politica e le scienze naturali. Viene descritto dallo storico Michael D. Biddiss, contributore del Dictionary of National Biography dell'Università di Oxford, come "scrittore razzista". Fu anche genero del musicista tedesco Richard Wagner in quanto, nel dicembre del 1908 (venticinque anni dopo la morte di Wagner), sposò la figlia del compositore Eva von Bülow (Cosima Wagner era ancora sposata con Hans von Bülow quando Eva nacque, ma il suo vero padre era Wagner).
Il libro più noto di Chamberlain è Die Grundlagen des Neunzehnten Jahrhunderts (I fondamenti del diciannovesimo secolo pubblicato del 1899 in due volumi), che venne ampiamente letto negli ambienti del pangermanesimo del Movimento völkisch del primo Novecento e che, più tardi, ebbe anche un'influenza decisiva sull'antisemitismo razziale e sulla politica razziale nella Germania nazista.

## Primi anni e formazione
Houston Stewart Chamberlain, figlio del retroammiraglio inglese William Charles Chamberlain (1818–1878) e di Elizabeth Jane (figlia di Basil Hall 1788–1844, uno scozzese ufficiale di marina, viaggiatore e scrittore) nacque a Southsea (Hampshire in Inghilterra) nel 1855. Suo fratello maggiore fu Basil Hall Chamberlain, esperto di Iamatologia.
La madre morì poco più di un anno dopo e sua nonna lo condusse per la prima volta in Francia. La cattiva salute del bambino condusse i familiari ad inviarlo spesso verso i climi più caldi della Spagna e dell'Italia, ove trascorse la maggior parte degli inverni della sua infanzia; questi continui cambiamenti resero difficoltoso a Chamberlain formare amicizie durature, lasciandolo con un senso interiore di sradicamento, di non appartenere in realtà a nessun popolo.
L'istruzione di Chamberlain, iniziata in un liceo a Versailles, si svolse principalmente sul continente, ma il padre aveva già programmato una carriera militare per il figlio. All'età di 11 anni venne inviato al "Cheltenham College" (a Cheltenham), un collegio scolastico per allievi militari che produsse molti ufficiali dell'esercito e della marina.
Chamberlain crebbe in un'atmosfera vittoriana fiduciosa ed ottimista la quale celebrò il XIX secolo come "l'età del progresso" (la Belle Époque), un tempo in cui la ricchezza, le scoperte scientifiche, i progressi tecnologici e le riforme politiche democratiche furono all'ordine del giorno; un mondo a cui molti giovani vittoriani attendevano di far parte, grazie al colonialismo britannico che guidava la via al resto del mondo.
Chamberlain fu educato come un liberale e condivise i valori generali del liberalismo britannico ottocentesco, come la grande fede nel progresso di un mondo che avrebbe potuto solamente migliorare, e nella grandezza della Gran Bretagna in quanto società liberale democratica e allora massima esponente del capitalismo.
Chamberlain non amò mai molto Cheltenham, sentendosi isolato e del tutto fuori posto. Il giovane era un "sognatore compulsivo", assai più interessato alle arti che alle forze militari, finendo con lo sviluppare un affetto nei confronti della natura e un sentimento quasi mistico di sé stesso. I suoi principali interessi nel corso di questi primi studi furono le scienze naturali, con una particolare predilezione nei confronti dell'astronomia.
Ebbe più tardi a ricordare: "La volta stellata ha esercitato un'influenza indicibile su di me: le stelle mi sembravano più vicine, più gentili, più degne di fiducia e più simpatiche - perché queste sono le uniche parole che possano descrivere i miei sentimenti - di qualsiasi altra persona intorno a me a scuola; per le stelle ho vissuto la vera amicizia".
Durante la sua giovinezza Chamberlain, pur non rifiutando ancora interamente a questo punto della sua vita il liberalismo, cominciò a venir sempre più influenzato dalla critica romantica conservatrice della rivoluzione industriale. Colpito dalla perdita della "Buona vecchia Inghilterra" (la Merry England), questo punto di vista sostenne il ritorno ad una visione fortemente intrisa di romanticismo, di un periodo mitico e bucolico della storia inglese il quale non era però mai esistito, con persone che vivono felicemente in armonia con la natura su un terreno governato da una benevola e colta élite.
All'interno di questa visione critica la rivoluzione industriale venne interpretata come un disastro che costrinse le persone a vivere in città sporche e sovraffollate, oltretutto in condizioni miserevoli, compiendo un lavoro disumanizzante all'interno delle fabbriche, il tutto mentre la società veniva dominata da un ceto medio filisteo e avido.
La prospettiva di servire come ufficiale nell'Impero anglo-indiano o da qualche altra parte nell'Impero britannico non ebbe alcuna attrattiva per lui; inoltre era un bambino delicato che spesso si ammalava per un nonnulla. All'età di 14 anni dovette essere ritirato dalla scuola. Dopo Cheltenham, Chamberlain si sentì sempre fuori posto in terra inglese, una società i cui valori Chamberlain riteneva non essere più i propri. Nel 1876 ebbe a scrivere: "il fatto può essere deplorevole ma rimane un fatto, sono diventato così completamente un non-inglese che il solo pensiero dell'Inghilterra e degli inglesi in generale mi rende infelice".
In seguito viaggiò in vari centri termali sparpagliati in tutta Europa, accompagnato dal suo tutore di origini prussiane Otto Kuntze, che gli insegnò la lingua tedesca e gli instillò l'amore nei confronti dell'impero tedesco, interessandolo sempre di più alla cultura della Germania e alla storia della Germania. Affascinato com'era dall'arte e dall'architettura del rinascimento, Chamberlain imparò anche la lingua italiana e pianificò di stabilirsi a Firenze per un certo periodo di tempo.

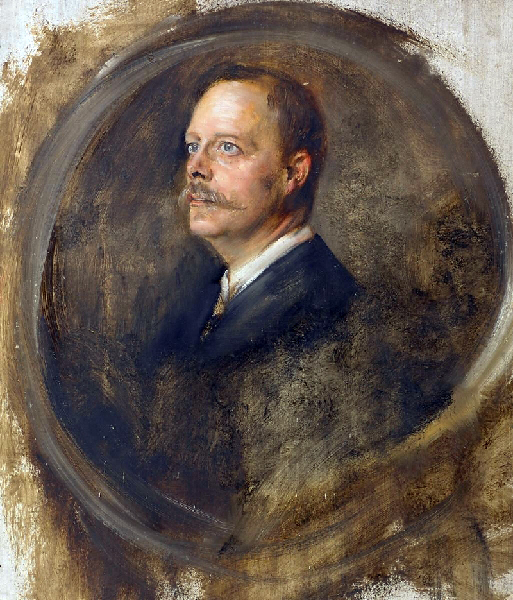
Ritratto di Chamberlain di Franz von Lenbach (1902 circa).

Trasferitosi a Ginevra Chamberlain studiò sotto Carl Vogt (sostenitore del razzismo scientifico presso l'Università di Ginevra), il chimico Carl Gräbe, il botanico Johannes Müller Argoviensis, il pioniere dell'elettrotecnica René Thury, l'astronomo Emile Plantamour e altri professori. Studiò la botanica sistematica, la geologia, l'astronomia e più tardi anche l'anatomia e la fisiologia del corpo umano.
Sotto la tutela del professor Julius von Wiesner dell'Università di Vienna Chamberlain studiò botanica a Ginevra, finendo col guadagnarsi una laurea in fisica naturale (un baccalaureato universitario in scienze) nel 1881. La sua tesi di laurea intitolata Recherches sur la sève ascendante (Ricerca sulla linfa ascendente) non venne conclusa fino al 1897 e non culminò pertanto in un'ulteriore qualificazione.
La tesi principale della dissertazione di Chamberlain fu quella che voleva che il trasporto verticale dei fluidi all'interno delle piante vascolari attraverso Xilema non poteva essere compiutamente spiegato dalle teorie meccaniche sui fluidi del tempo, ma solamente dall'esistenza di una qualche "forza o slancio vitale" che si trova ben al di là della semplicistica misurazione fisica. Riassume la sua tesi nell'introduzione:
Gli argomenti fisici, in particolare la pressione traspirante e la pressione radicale, vennero in seguito dimostrati essere adeguati per spiegare l'ascesa della linfa. Nel 1878 sposò la prussiana Anna Horst (1845 – ?), di dieci anni più anziana di lui, stabilendosi in via definitiva a Ginevra.
Durante il suo periodo trascorso a Ginevra Chamberlain, che ebbe sempre a disprezzare Benjamin Disraeli, arrivò ad odiare sempre più il proprio paese, giungendo ad accusare Disraeli di appropriarsi della vita britannica fino a quello che Chamberlain considerò essere il suo livello più estremamente basso possibile. Durante i primi anni del 1880 Chamberlain si trovava ancora ad essere alla fin fine un liberale, "un uomo che si avvicinava a questioni da una prospettiva sicuramente gladstoniana e che mostrava una marcata antipatia nei confronti della filosofia e delle politiche del Conservatorismo britannico".
Chamberlain espresse spesso il suo disgusto verso Disraeli, "l'uomo che ha incolpato in grande misura per l'iniezione dell'interesse di classe egoista e il Gingoismo nella vita pubblica britannica nei seguenti decenni". Nel 1881 scrisse alla sua famiglia residente in terra inglese, lodando William Ewart Gladstone per aver introdotto il "Land Bill" (gli affitti sugli alloggi di proprietà in Irlanda) e poi essersi ritirato in Transvaal.
Un segno precoce del suo antisemitismo si rivelò proprio in quel 1881 quando descrisse i proprietari irlandesi colpiti dal "Land Bill" come degli "ebrei succhiasangue"; questo anche se le principali classi terrestri presenti in Irlanda fossero allora gentili anglo-irlandesi. Ma in questa fase della sua vita i commenti antisemiti furono pochi e del tutto vaghi.
Chamberlain fu anche uno dei primi sostenitori della Welteislehre (la "teoria del ghiaccio cosmico") propugnata da Hanns Hörbiger, secondo la quale la maggior parte dei corpi del nostro sistema solare sarebbero stati interamente ricoperti dai ghiacci. Partendo in parte da quest'opinione all'avanguardia di Chamberlain, questo divenne il dogma ufficiale della cosmologia nella Germania nazista.
L'atteggiamento di Chamberlain verso le scienze naturali fu in qualche modo ambivalente e contraddittorio; scrisse più avanti che "uno degli errori più fatali del nostro tempo è quello che ci spinge a dare troppo peso ai cosiddetti risultati della scienza". Tuttavia le sue credenziali scientifiche vennero spesso citate dagli ammiratori per dare un maggior peso alla sua filosofia politica.
Chamberlain rifiutò con decisione il darwinismo, l'evoluzionismo e il darwinismo sociale e, invece, approfondì e sostenne la Gestalt, che egli diceva derivasse direttamente dal pensiero di Johann Wolfgang von Goethe.

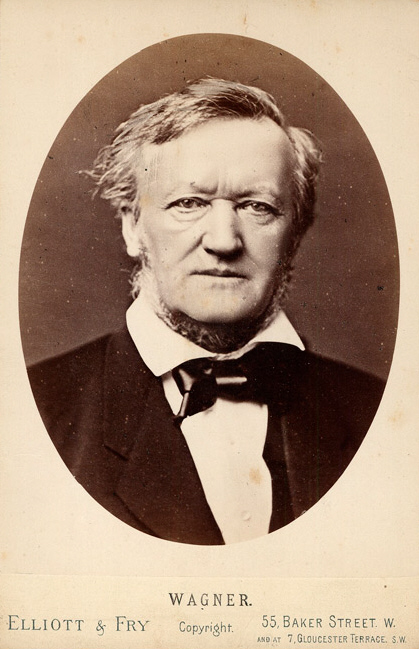
Richard Wagner (qui nel 1877 circa), l'idolo di Chamberlain.

## La "Sindrome di Wagner"
Ardente francofilo nella sua giovinezza Chamberlain ebbe in quegli anni una marcata preferenza nel parlare la lingua francese invece della lingua inglese. Fu solo all'età di ventitré anni, nel novembre del 1878, quando sentì per la prima volta la musica di Richard Wagner, che lo colpì con tutta la forza di una rivelazione religiosa, che Chamberlain divenne non solo un wagneriano ma anche un ardente tedescofilo e un francofobo con un forte pregiudizio contro i francesi.
Come ebbe a dichiarare in seguito si rese conto della piena "degenerazione" della cultura della Francia - che per un breve lasso di tempo tanto ammirò - rispetto alla grandezza della cultura della Germania che aveva prodotto Wagner, che Chamberlain considerò essere uno dei più grandi geni di tutti i tempi. Nella musica di Wagner, Chamberlain trovò finalmente la forza spirituale mistica ed affermativa che non aveva mai sperato di trovare nella cultura del Regno Unito e in quella francese.
Fece aumentare ulteriormente il suo amore per la Germania anche il fatto che si fosse innamorato di una donna tedesca chiamata Anna Horst e lei di lui. Come la famiglia ricca e snob di Chamberlain, appena tornato in Gran Bretagna, si oppose al matrimonio con un'esponente della borghesia e per lo più di mezza età con la motivazione che ella fosse socialmente inadatta per lui, questa situazione lo estraniò ancor di più dalla terra inglese, un luogo la cui gente Chamberlain considerava fredda, insensibile ed interessata soltanto al denaro.
Al contrario Chamberlain considerava la Germania come la romantica "terra dell'amore", un luogo il cui popolo provava ancora sentimenti umani come l'amore e la cui cultura fu infusa da una speciale spiritualità che portò al miglior livello di evoluzione l'intera umanità. Durante il biennio 1883-1884, Chamberlain visse a Parigi e lavorò come agente di cambio.
I tentativi di Chamberlain di svolgere degnamente il proprio compito alla borsa di Parigi si conclusero in un fallimento poiché si rivelò del tutto incapace di fare affari: gran parte del suo odio nei confronti del capitalismo nacque proprio nel corso del periodo trascorso nella capitale francese. Più felicemente per lui e con esiti migliori fondò la prima società wagneriana a Parigi e spesso contribuì con degli articoli alla Revue Wagnérienne, la prima rivista in Francia dedicata agli studi su Wagner.
Insieme al suo amico, lo scrittore francese Édouard Dujardin, Chamberlain si impegnò molto per introdurre Wagner ai francesi, che fino ad allora avevano in gran parte ignorato la sua musica.

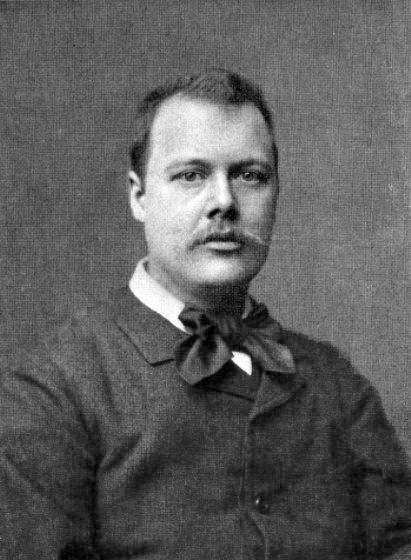
Chamberlain nel 1886.

Successivamente (nel 1885) la coppia si stabilì a Dresda, dove "rimase immerso cuore ed anima nella misteriosa profondità della musica e della filosofia wagneriana, le opere metafisiche del Maestro probabilmente esercitarono una forte influenza su di lui tanto quanto i suoi drammi musicali". Chamberlain si impegnò in scritture filosofiche e divenne un autore del movimento völkisch, uno di quei gruppi maggiormente interessati ad una comprensione altamente impregnata di razzismo dell'arte, della cultura, della civiltà e dello spirito oltre che attraverso le distinzioni fisiche quantitative tra i vari gruppi umani.
Questo è testimoniato dal suo enorme trattato su Immanuel Kant, con cui si confrontò. La sua conoscenza di Friedrich Nietzsche è dimostrata nelle sue opere. Fu durante il suo periodo a Dresda che Chamberlain si trovò ad abbracciare il pensiero völkisch attraverso il suo studio di Wagner e, dal 1884 in poi, le dichiarazioni antisemitiche e razziste divennero la norma nelle sue lettere dirette alla propria famiglia in Gran Bretagna.
Nel 1888 Chamberlain scrisse alla sua famiglia proclamando tutta la sua gioia per l'avvenuto decesso dell'imperatore tedesco Federico III di Germania, un forte avversario dell'antisemitismo e che Chamberlain definì un "liberale-ebreo", oltre che l'impaziente attesa che il suo figlio antisemita Guglielmo II di Germania salisse finalmente al trono.
Il giugno 1888 fu un mese favorevole per Chamberlain; oltre che per la morte dell'"amante degli ebrei" Federico III, a quel mese risale anche la sua prima visita alla Wahnfried ove incontrò Cosima Wagner, la prima propagandista e leader esclusiva del culto di Wagner. Chamberlain ricordò in seguito che Cosima lo aveva letteralmente "elettrizzato" e nel contempo sentiva "l'amore più profondo" per la vedova di Wagner, mentre Cosima scrisse ad un amico che sentiva una "grande amicizia" nei confronti di Chamberlain "a causa del suo eccellente apprendimento e del carattere dignitoso".
Cosima giunse a considerare Chamberlain quasi come un suo figlio surrogato; sotto la sua influenza diretta Chamberlain abbandonò la sua precedente convinzione che l'arte fosse un'entità separata dagli altri campi e venne ad abbracciare invece la convinzione völkisch che voleva l'unità della razza, dell'arte, della nazione e della politica.
La Sassonia era alla fine del XIX secolo un centro di attività völkisch e nelle elezioni del Landtag sassone nel 1893 i candidati völkisch riuscirono ad ottenere ben 6 dei 16 posti disponibili. Lo status di Chamberlain come immigrato in Germania significa sempre però che continuava in un certo senso ad essere considerato come un estraneo nel suo paese adottivo; un uomo che parlava un fluente tedesco, ma pur sempre con un accento inglese.
Nel classico esempio di voler essere più realista del re, Chamberlain cercò in tutti i modi di sembrare più tedesco degli stessi tedeschi e fu questo suo tentativo di adattarsi che lo portò in direzione della politica völkisch. Allo stesso modo il suo acceso antisemitismo gli permise di definirsi un tedesco in opposizione ad un gruppo che avrebbe invece cercato di minacciare tutti i tedeschi, permettendogli così di integrarsi meglio negli ambienti wagneriani con i quali socializzava per la maggior parte del tempo libero.
L'amico di Chamberlain Hermann Graf Keyserling ricordò successivamente di come Chamberlain fosse un eccentrico inglese "individualista" che "non ha mai visto la Germania come è veramente"; egli invece ebbe sempre una visione idealizzata e quasi mitica della Germania e dei tedeschi. Questo soprattutto perché inizialmente i wagneriani tedeschi lo avevano respinto, dicendogli apertamente che solo i tedeschi avrebbero potuto veramente capire Wagner, dichiarazioni che amareggiarono molto Chamberlain. Per compensare questa situazione egli divenne un über deutsche (super-tedesco), un uomo che voleva essere più tedesco dei tedeschi.
In questo periodo incontrò la sua prima moglie, la prussiana Anna Horst, dalla quale avrebbe divorziato nel 1905 dopo 28 anni di matrimonio. Chamberlain fu un ammiratore appassionato di Richard Wagner e scrisse diverse recensioni sulle sue opere, tra cui Notes sur Lohengrin ("Note su Lohengrin") (1892), un'analisi del dramma romantico wagneriano Lohengrin e una biografia interamente dedicata al Maestro (1895) enfatizzando in particolare gli aspetti eroico-teutonici presenti nelle opere del compositore tedesco.
Stewart Spencer in Wagner Remembered descrive il Richard Wagner di Chamberlain come "uno dei tentativi più rigorosi della storia della musicologia fatti per trarre in errore un artista sistematicamente censurando la sua corrispondenza". In particolare, la vivace vita sessuale di Wagner presentava un problema per Chamberlain; Wagner aveva abbandonato la sua prima moglie Minna Planer, aveva una relazione aperta con la poetessa sposata Mathilde Wesendonck e aveva iniziato a dormire con la sua futura seconda moglie Cosima Wagner mentre questa era ancora sposata con il suo primo marito Hans von Bülow. Chamberlain nella sua biografia rimase sempre molto lontano da questi temi, nel tentativo palese di distorcere la vita amorosa del Maestro.
Durante il suo periodo trascorso a Dresda Chamberlain, come anche molti altri attivisti del movimento völkisch, rimase sempre più affascinato dalla mitologia indiana e dalle sue leggende divine; imparò il sanscrito per poter leggere le antiche epiche indiane come i Veda e le Upanishad in lingua originale.
In queste storie che narrano degli antichi eroi indoari che conquistarono il subcontinente indiano, Chamberlain trovò un mondo molto attraente governato da un rigido sistema delle caste in India con i socialmente inferiori fermamente bloccati al loro posto; un mondo pieno di divinità ariane più potenti della semplice esistenza umana ed eroi aristocratici che si concentravano sull'ambito spirituale a scapito di quello materiale.
A quell'epoca storici, archeologi e linguisti avevano tutti accettato il fatto che questi ariani (uomini nobili) della leggenda indù fossero in realtà uno dei popoli indoeuropei; Chamberlain ebbe poche difficoltà a sostenere che gli ariani fossero degli antenati dei popoli germanici e che i tedeschi moderni avessero davvero molto da imparare dall'induismo, affermando "nella notte della vita interiore... l'indiano... trova la sua strada nel buio con più sicurezza di chiunque altro".
Per Chamberlain i testi indù offrirono un corpus di pensiero ariano puro che gli permise di ritrovare l'armonia dell'umanità e della natura fornendo un'unità di pensiero, di proposito e di azione che diede la spiritualità necessaria ai popoli ariani per trovare la vera felicità in un mondo che stava per essere distrutto da un materialismo del tutto privo di anima.

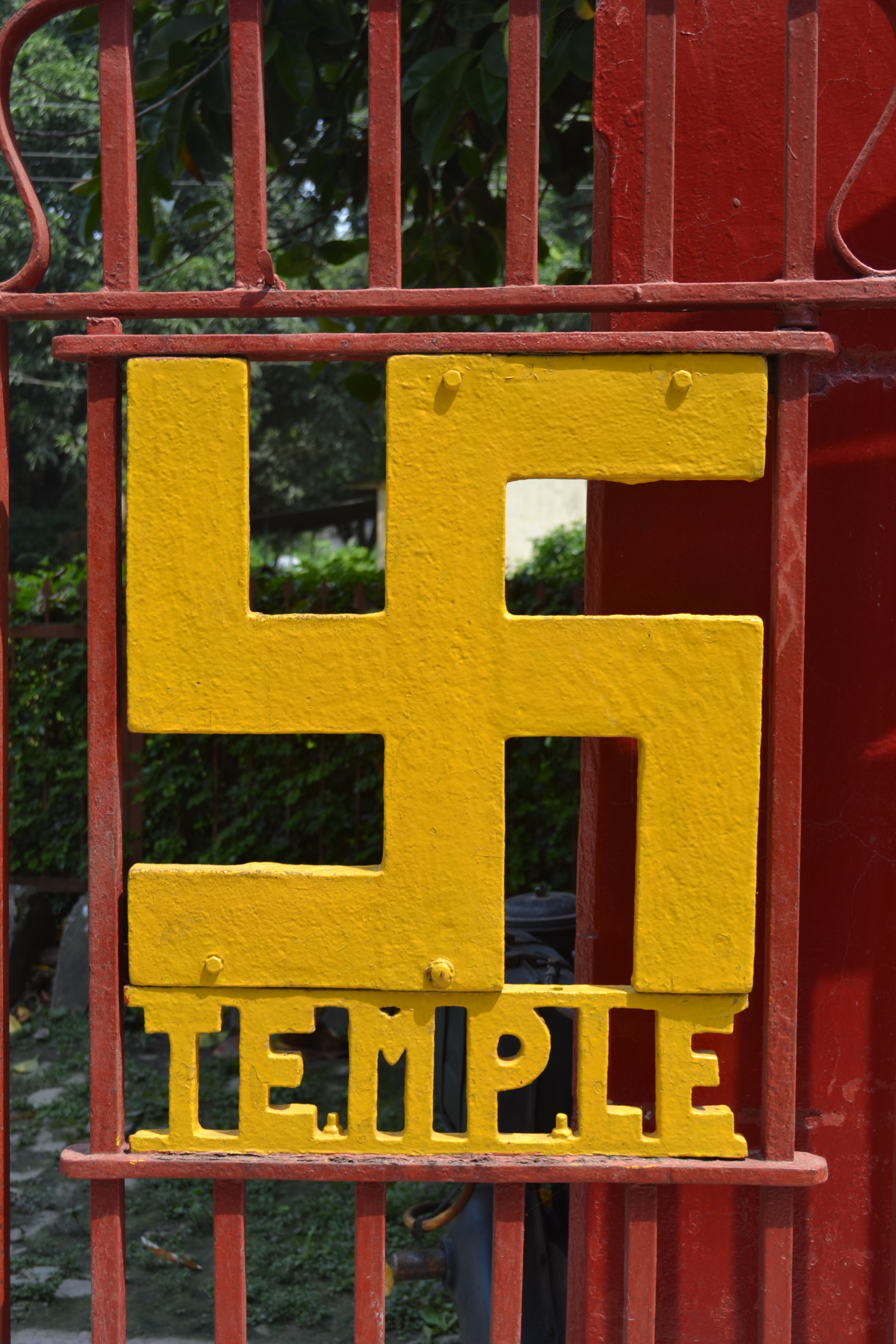
Lo svastica, simbolo di buon auspicio, del bene, del benessere, un segno di benvenuto e di buon augurio nelle religioni indiane, venne utilizzato attivamente dal movimento völkisch per la sua propaganda.

La popolarità dei testi indù presso gli aderenti völkisch spiega bene anche perché proprio lo svastica, un antico simbolo indiano, sia stato adottato dagli attivisti völkisch come uno dei loro simboli principali.

## Campione del Wagnerismo
Nel 1889 si trasferisce in Austria. Durante questo tempo che le sue idee sulla razza cominciarono a prendere forma, influenzate dal concetto di supremazia teutonica che credette incarnatosi nelle opere di Richard Wagner e del diplomatico razzista francese Joseph Arthur de Gobineau.
Nel suo libro Saggio sulla disuguaglianza delle razze umane il Gobineau campione dell'aristocrazia, che ebbe un odio ossessivo nei confronti dei popoli, sviluppò la teoria di una superiore razza ariana come un modo per rafforzare la sua posizione sociale, ritenendo che gli aristocratici francesi come lui fossero in realtà i discendenti diretti dei Franchi germanici che avevano conquistato la Gallia fino a costituirne una provincia romana, mentre i comuni francesi sarebbero stati i discendenti di popoli latini e celti di ceto inferiore.
Wagner conobbe Gobineau mentre si trovava in vacanza a Roma nel 1876 e i due divennero amici. Wagner rimase notevolmente influenzato dalle teorie di Gobineau, ma non poté accettare la sua teoria dell'inevitabile decadimento razziale tra ciò che era rimasto della "razza ariana", preferendo invece l'idea della rigenerazione razziale degli ariani.
Lo storico di franco-israeliano Saul Friedländer ha scritto che Wagner fu l'inventore di un nuovo tipo di antisemitismo, cioè un "antisemitismo redentore", un tipo di antisemitismo adatto al movimento völkisch che avrebbe potuto spiegare a tutti, nel mondo, quanto riguardasse l'odio nei confronti degli ebrei e offrire così al contempo una forma di "redenzione" per l'antisemita.
Chamberlain partecipò al wagneriano Festival di Bayreuth nel 1882 e rimase in contatto attraverso una fitta corrispondenza con la vedova Cosima Wagner. Nel 1908, venticinque anni dopo la morte di Wagner, sposò Eva von Bülow-Wagner, la nipote di Franz Liszt e la figlia di Richard Wagner (Wagner cominciò ad avere dei figli da Cosima mentre questa era ancora sposata con Hans von Bülow pertanto, nonostante il suo cognome, Eva in realtà fu la figlia di Wagner.
L'anno seguente si trasferì nell'impero tedesco e divenne un membro importante del "Circolo Bayreuth" degli intellettuali nazionalisti tedeschi. Come ardente wagneriano, Chamberlain considerò la missione della sua vita quella di diffondere il messaggio del Maestro sull'odio razziale.
Chamberlain spiegò il suo lavoro nella promozione del culto di Wagner come uno sforzo per curare la società moderna dai suoi mali spirituali che, affermava, erano causati dal capitalismo, dall'industrializzazione, dal materialismo e dall'urbanizzazione. Chamberlain scrisse nei riguardi della società moderna nel 1890:
In un'altra lettera Chamberlain ebbe ad affermare circa lo scopo del culto Wagner:
Dal punto di vista di Chamberlain lo scopo del culto di Wagner non sarebbe stato altro che la salvezza dell'umanità; in quanto appartenente ad un tale culto, Chamberlain si lasciò inghiottire nell'"antisemitismo redentivo" che stava al centro della visione del mondo di Wagner e del suo culto.

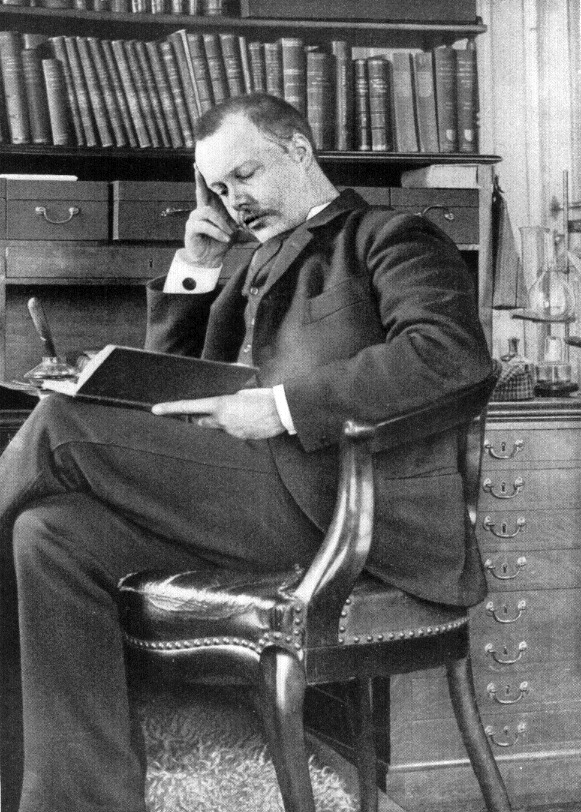
Chamberlain nel 1895.

## Anni viennesi
Nel settembre del 1891 Chamberlain visitò la Bosnia-Erzegovina in qualità di giornalista. Nel 1878, le province dell'allora impero ottomano furono occupate dall'impero austro-ungarico; sebbene le due province rimasero nominalmente ottomane fino al 1908, in pratica facevano parte dell'impero austriaco già dal 1878 in poi. Poiché le province erano ancora ufficialmente parte dell'impero ottomano nessuna delle due veniva rappresentata nel Reichsrat o nella dieta ungherese; rimasero in pratica una colonia.
Chamberlain era stato incaricato dal governo austriaco di scrivere degli articoli propagandistici che celebrassero la sua legge coloniale in territorio bosniaco, questo per un giornale di Ginevra. I reportage di Chamberlain rivelarono la sua crescente preferenza nei confronti della dittatura rispetto alla democrazia, lodando gli austriaci per non aver assolutamente concesso alcun aspetto democratico al territorio annesso.
Chamberlain scrisse che aveva visto in Bosnia-Erzegovina l'esempio perfetto della massima wagneriana: "un popolo libero in una monarchia assoluta"; egli dichiarò che i bosniaci fossero estremamente fortunati a non avere la confusione e il disordine che è parte integrante di un regime parlamentare democratico, ma di essere invece governati da una dittatura idealista e illuminata che faceva sempre ciò che era meglio per loro.
Altrettanto importante, negli articoli bosniaci di Chamberlain, fu la sua celebrazione dell'"uomo naturale" che viveva del lavoro della terra come piccolo agricoltore, a differenza di ciò che Chamberlain interpretava come uomini corrotti che vivevano nella moderna società industriale e urbana.
All'epoca in cui visitò la Bosnia-Erzegovina, le province erano appena state toccate dalla modernizzazione e, per la maggior parte, i bosniaci continuavano a vivere esattamente come i loro antenati avevano fatto per tutto il Medioevo. Chamberlain rimase incantato da ciò che vide e, dimenticando per il momento che lo scopo della sua visita fosse quella di glorificare il dominio austriaco, espresse nei suoi articoli molta tristezza per il fatto che l'"occidentalizzazione" promossa dagli austriaci avrebbe distrutto il modo di vita tradizionale presente in Bosnia. Chamberlain scrisse a proposito dei mezzani bosniaci:
Il timore e l'orgoglio di Chamberlain nei confronti degli enormi progressi scientifici e tecnologici del XIX secolo furono sempre temperati da una nostalgia estremamente forte per quello che considerava come il tempo più semplice, migliore e più innocente, quando cioè le persone vivevano in mezzo ai campi in armonia con la grande "Madre Natura".
Nel profondo del suo cuore Chamberlain rimase sempre un romantico conservatore che idealizzava il Medioevo e non fu mai abbastanza accomodante nei confronti dei cambiamenti apportati dalla rivoluzione industriale. In Bosnia intravide una società essenzialmente medievale che era ancora abituata all'antico ritmo della vita il quale incarnava il suo ideale pastorale. Ricordando la Bosnia diversi anni dopo scrisse:
La profonda nostalgia di Chamberlain per un modo di vita pre-industriale che egli espresse così intensamente negli articoli dalla Bosnia lo fecero in gran parte ridicolizzare presso l'opinione pubblica, poiché molti credettero - correttamente - che una visione così assurdamente idealizzata e romantica della vita rurale egli non l'avesse in realtà mai sperimentata in prima persona.

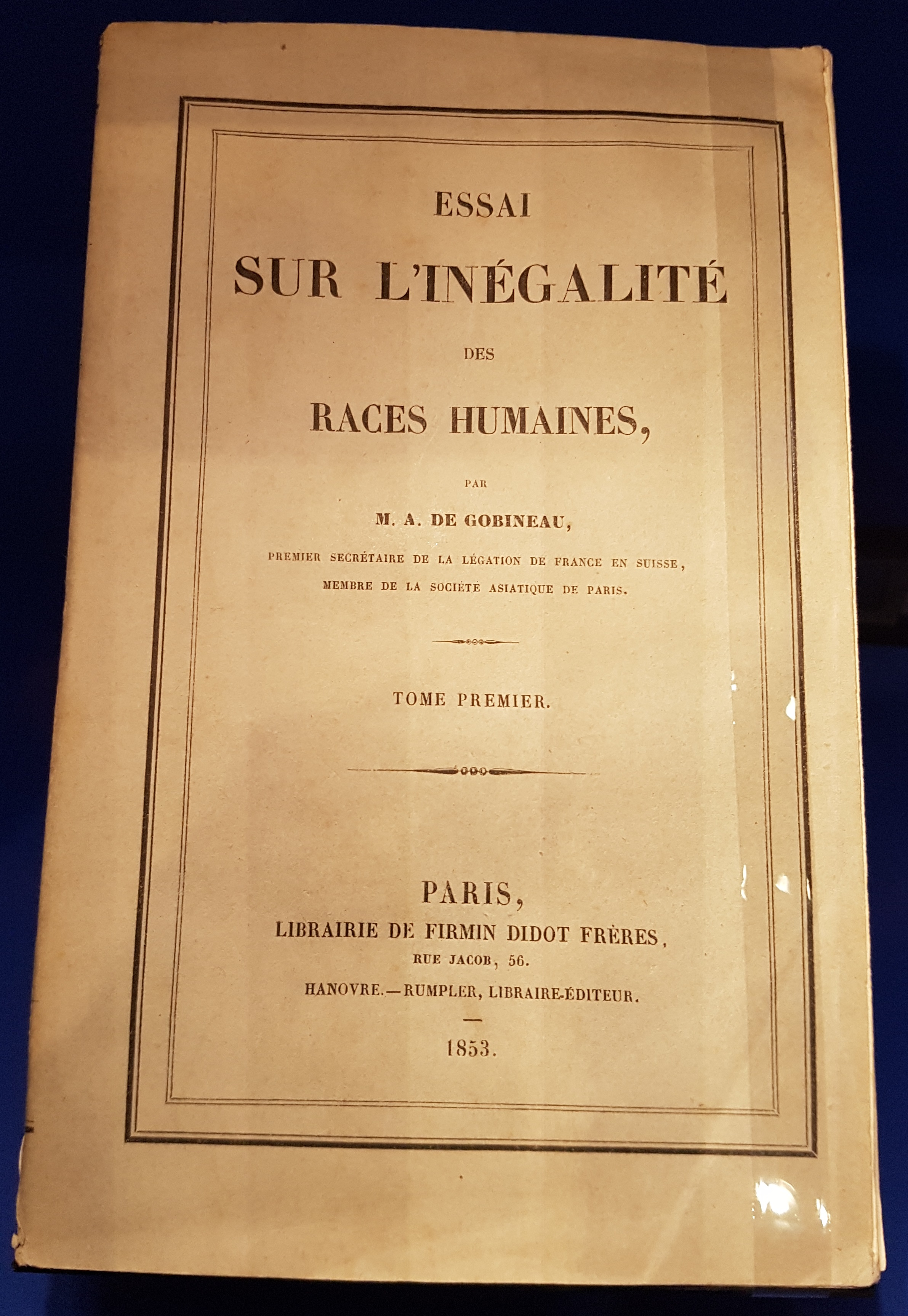
Il Saggio sulla disuguaglianza delle razze umane di Joseph Arthur de Gobineau.

Nel 1893, dopo aver ricevuto una lettera da Cosima Wagner che gli consigliava di leggere il Saggio sulla disuguaglianza delle razze umane di Joseph Arthur de Gobineau Chamberlain, che parlava fluentemente in francese, rispettò debitamente la sua richiesta. Egli accettò immediatamente la credenza di Gobineau in una razza ariana superiore, ma rifiutò il suo grave pessimismo, scrivendo che la filosofia di Gobineau era "la tomba per ogni tentativo di affrontare praticamente la questione razziale; egli lascia solamente la possibilità di una soluzione onorevole, quella di mettere subito un proiettile dentro la nostra testa".

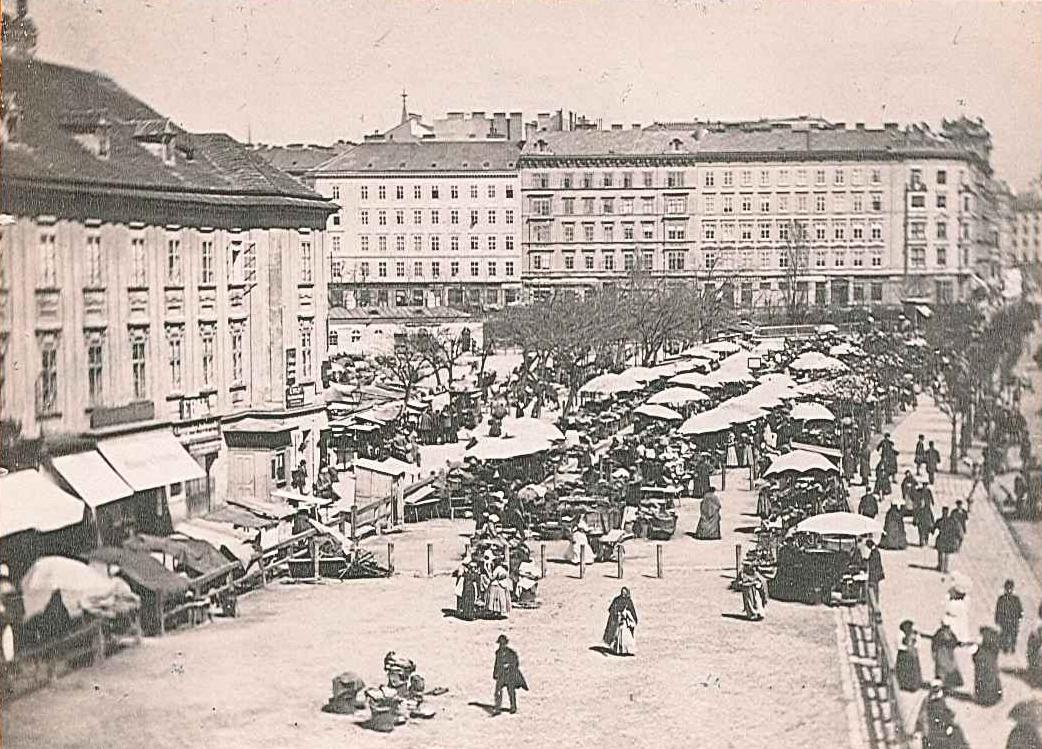
Una via di mercato affollata, Vienna 1890.

Il tempo di Chamberlain a Vienna non fece che rafforzare il suo già acceso antisemitismo ed il suo pangermanismo. Nonostante visse a Vienna dal 1889 al 1909, quando si trasferì a Bayreuth, Chamberlain non ricevette nulla in cambio, anzi disprezzò sempre l'impero multietnico e multireligioso della Casa d'Asburgo, considerando che la cosa migliore che avrebbe potuto accadere all'impero austriaco sarebbe stata quella di essere annesso all'impero tedesco; questo per porre fine al "Völkerchaos" (il caos dei popoli).
Vienna aveva allora una vasta popolazione ebraica (fino al 1938, Vienna era circa per il 10% composta da ebrei) e questo periodo viennese rappresentò l'unica volta in tutta la sua vita che ebbe effettivamente l'occasione di incontrare personalmente degli ebrei. Le sue lettere di questo periodo si lamentano continuamente di come doveva incontrarsi e trattare con gli ebrei, ognuno dei quali detestava fin nel profondo del proprio essere.
Nel 1894, dopo aver visitato una società per azioni, Chamberlain scrisse: "sfortunatamente, come tutto il resto... è caduto nelle mani degli ebrei, il che include due conseguenze: ogni individuo è sanguinante al massimo grado e sistematicamente e non c'è più alcun ordine né pulizia". Nel 1895 scrisse:
In un'altra lettera sempre del 1895 scrisse che era ancora influenzato dalla critica anarchica francese espressa da Pierre-Joseph Proudhon sugli ebrei come materiale umano del tutto inutile, aggiungendo che Proudhon era "una delle menti più acute del secolo" e che "trovo molti punti di contatto tra il modo di pensare di Richard Wagner e di Friedrich Schiller e l'anarchismo di Proudhon".
Contemporaneamente il matrimonio di Chamberlain con Anna cominciò a traballare, con la moglie che si ritrovava spesso a letto malata e, sebbene assistesse il marito nella redazione dei suoi scritti, non la trovava granché stimolante intellettualmente. Chamberlain cominciò a lamentarsi sempre di più per il fatto che le frequenti malattie della moglie lo costringessero ad occuparsi di lei restringendo contemporaneamente la sua carriera.
Sebbene Chamberlain fosse sempre molto favorevole all'imperialismo tedesco non provava altro che disprezzo nei confronti dell'impero britannico, considerando l'Inghilterra come il tiranno e il dominatore più grande del mondo, un punto di vista che egli espresse sempre più con forza nel corso degli anni 1890. Nel 1895 scrisse alla zia circa i Massacri hamidiani avvenuti nell'Impero ottomano nel corso del triennio 1894-96:
Nel 1896 scrisse sempre alla zia:
Durante tutti gli anni 1890 Chamberlain si ritrovò ad essere un critico estremamente severo della politica britannica così come veniva espressa in Sudafrica, scrivendo ad un suo zio nel 1898:
All'epoca delle guerre boere Chamberlain sostenne la causa dei Boeri contro gli inglesi, anche se non pubblicamente, ed espresse il suo più profondo rammarico per il fatto che due popoli bianchi dovessero uccidersi a vicenda proprio in un momento in cui credeva che la supremazia bianca in tutto il mondo fosse minacciata dal presunto "pericolo giallo". Nel luglio del 1900 scrisse alla zia:
Chamberlain si impadronì del fatto che alcuni dei Randlords (i controllori delle miniere diamantifere sudafricane) fossero degli ebrei per argomentare nelle sue lettere indirizzate a Cosima Wagner che la guerra era un caso di aggressione anglo-ebraica contro gli afrikaner germanici. Cosima rispose come segue: "questo sterminio di una delle razze germaniche più eccellenti è così orribile che non conosco niente di quello che ho sperimentato nella mia vita che possa essere paragonato ad un tale tragico evento".
In quanto leader dei wagneriani a Vienna Chamberlain strinse amicizia con un certo numero di altri importanti ammiratori del "Maestro", come il principe Ermanno di Hohenlohe-Langenburg, il teorico della razza Ludwig Schemann, l'orientalista Georg Meurer e il barone nonché filosofo austriaco Christian von Ehrenfels.
Ma la più importante amicizia durante i suoi anni viennesi fu quella con l'ambasciatore tedesco nell'impero austro-ungarico, il principe Philipp zu Eulenburg il quale condivideva l'amore di Chamberlain nei confronti della musica wagneriana. Inoltre, oltre che essere un appassionato wagneriano, Eulenburg era anche un acceso propagatore dell'antisemitismo, dell'anglofobia nonché un nemico convinto della democrazia il quale trovava molto da ammirare negli scritti antisemiti, antibritannici e antidemocratici di Chamberlain.

## L'opera principale
Nel febbraio del 1896 l'editore di Monaco di Baviera Hugo Bruckmann, un attivista e leader del movimento völkisch che successivamente pubblicò anche il Mein Kampf, commissionò a Chamberlain il compito di scrivere un libro il quale avrebbe avuto come scopo quello di riassumere tutti i risultati ottenuti in ambito scientifico nel corso del XIX secolo.
Tra il 1897 e il 1898 Chamberlain scrisse la sua opera principale, destinata ad ispirare molte delle idee della futura politica razziale nella Germania nazista, I fondamenti del diciannovesimo secolo (Die Grundlagen des neunzehnten Jahrhunderts), pubblicata nell'ottobre del 1899. Chiave di volta della storia è per Chamberlain la razza.
I "Fondamenti" sono essenzialmente una "storia razziale" pseudo-scientifica dell'intera umanità, dalla nascita delle prime civiltà nel Vicino Oriente antico fino all'anno 1800; esso sostiene che tutte le fondamenta del XIX secolo - che vedevano enormi risorse economiche, scientifiche ed avanzamenti tecnologici in tutto il mondo occidentale erano opera unicamente della razza ariana..
"I fondamenti" sono stati solo la prima parte di un'opera suddivisa in tre spezzoni destinata alla civiltà occidentale, con il secondo e terzo che avrebbero dovuto raccontare la storia dell'Occidente nel corso del XIX secolo e la guerra incombente per il dominio del mondo intero (nel successivo XX secolo) tra gli Ariani da un lato e gli ebrei, i negri e gli asiatici dall'altro.
Chamberlain non scrisse mai il secondo e il terzo tomo, provocando l'intenso fastidio di Cosima Wagner la quale rimase sconvolta dal fatto che "i fondamenti" si fossero fermati solo al 1800, prima quindi che Wagner fosse nato, tanto che poi l'autore volle conferire un tardo spostamento fino alla data di nascita del compositore.
Il libro sostenne che l'intera civiltà occidentale fosse profondamente segnata dall'influenza dei "popoli teutonici". Chamberlain raggruppò tutti i popoli europei, non solo quindi i tedeschi ma anche i Celti, gli Slavi, gli abitanti dell'antica Grecia e i Latini nell'alveo della "razza ariana" fondata sull'antica cultura del popolo protoindoeropeo. Concluse questa classificazione dicendo anche che la popolazione dei Berberi del Nordafrica rientrassero anch'essi nella razza ariana.
Al timone della razza ariana e, in effetti, di tutte le altre razze - secondo Chamberlain - vi si potevano rintracciare i popoli germanici o teutonici, che erano coloro i quali avevano meglio conservato il sangue ariano. Chamberlain utilizzò i termini ariano, indoeuropeo e indo-germanico in modo intercambiabile, ma si dilungava sull'enfatizzazione del fatto che gli ariani puri fossero rintracciabili attualmente nell'Europa centrale e che oramai nella Terza Repubblica Francese e nell'impero russo la mescolanza razziale aveva diluito il sangue ariano.
I Russi in particolare si erano trasformati in un popolo semi-asiatico per colpa dell'invasione subita dal Khanato dell'Orda d'Oro. Gran parte della teoria di Chamberlain sulla superiorità della razza ariana venne ripresa in gran parte dagli scritti razzisti del conte francese Joseph Arthur de Gobineau (soprattutto il suo Saggio sulla disuguaglianza delle razze umane), ma con una differenza fondamentale in quanto Gobineau aveva utilizzato la teoria della razza ariana come un modo per dividere la società tra un'aristocrazia ariana e i rappresentanti della borghesia (la razza inferiore); Chamberlain usa invece la teoria razziale ariana come un modo per unire la società intorno alle sue presunte origini razziali comuni.
Tutto quel che Chamberlain considerò buono nel mondo venne attribuito agli ariani. Ad esempio ne "I fondamenti" egli spiegò a lungo che la personalità di Gesù Cristo non poteva essere ebrea ed implicitamente le attribuì un'origine ariana. La sua tendenza a vedere tutto ciò che era buono come opera degli ariani gli permise di rivendicare l'appoggio di chiunque approvasse l'effettiva esistenza di una razza ariana, che fu almeno in parte l'appello svolto dal libro prima nell'impero tedesco e poi nella repubblica di Weimar.
Chamberlain affermò che per poter spiegare il mondo contemporaneo bisognasse considerare il retaggio dei tempi antichi, costituito da tutte le glorie e i successi conseguiti dall'antica Grecia e dall'antica Roma; questi, nella loro generalità, sarebbero stati dovuti interamente al sangue ariano il quale presumibilmente scorreva nelle vene degli antichi popoli, a partire dagli Indoari.
Gli eredi di questo retaggio sono, secondo Chamberlain, "due razze pure" - ebrei e tedeschi - e una "meticcia", i latini. In base a ciò i tedeschi avrebbero potuto considerarsi come i veri "Signori del mondo". Chamberlain elogiò Roma per il suo militarismo, i valori civici, il patriottismo, il rispetto per la legge (il diritto romano) e la reverenza nei confronti della gens e della familia, offrendo in tal modo il miglior tipo possibile di governo ariano. Riflettendo poi sulla sua opposizione al femminismo Chamberlain lamentò il fatto di come le donne moderne non fossero più come le donne nell'antica Roma le quali erano maggiormente felici osservando e sostenendo le volontà dei loro mariti.
Chamberlain scrisse che l'antichità Greca era oramai un ideale perduto per sempre, composto di bel pensiero (filosofia greca) e di arte (arte greca) che i tedeschi moderni (l'anima autentica della civiltà occidentale), avrebbero potuto recuperare al meglio solamente se il popolo tedesco avesse abbracciato nella sua totalità la musica di Richard Wagner.
Chamberlain affermò che solamente dagli ariani avevano potuto uscire quelle persone che, in tutto il mondo, erano state in grado di creare una bella arte e di pensare grandi pensieri, affermando perciò che tutti i più grandi artisti, scrittori e pensatori della civiltà occidentale come Omero, Dante Alighieri, Giotto, Donatello, Albrecht Dürer, Leonardo da Vinci, Martin Lutero, William Shakespeare, Rembrandt, Ludwig van Beethoven, Immanuel Kant e Johann Wolfgang von Goethe facevano parte di una lunga e gloriosa tradizione di bellissima arte e di pensiero ariano che, secondo Chamberlain, avrebbe culminato nella vita e nell'opera di Wagner, con la sua rigenerazione musicale razziale nel corso del XIX secolo.
Come scrisse lo storico britannico George Peabody Gooch vi era in tutta l'opera "una visione brillante di mente e muscoli, di organizzazione su larga scala, di inebriante fiducia in se stessi, di brillantezza metallica, come l'Europa non ha mai visto prima".
L'antitesi dell'eroica razza ariana con le sue qualità vitali e creative che migliorano la vita era la "razza ebraica", che Chamberlain presentò essere come l'antitesi di quella ariana; difatti qualsiasi qualità positiva degli ariani, gli ebrei ne rappresentavano l'esatta qualità negativa. Lo storico statunitense Geoffrey Field ha scritto:
Chamberlain annunciò ne "I fondamenti" che tutte le guerre scoppiate nel corso della storia erano "particolarmente connesse alle operazioni finanziarie ebraiche". Egli avvertì che lo scopo dell'ebreo era quello di "mettere il piede sul collo di tutte le nazioni del mondo e di essere l'unico signore e possessore di tutta la terra". Come parte dei loro piani per distruggere la civiltà ariana, "considerate con quale maestria usano la legge del sangue per estendere il loro potere".
Chamberlain scrisse che le donne ebree venivano incoraggiate a sposare i Gentili mentre gli uomini ebrei non lo erano; in tal modo la loro linea maschile "rimase immacolata... migliaia di rami laterali sono stati tagliati e impiegati per infettare gli indoeuropei con il sangue ebraico". Nel suo racconto sulle guerre puniche tra la Roma ariana e la Cartagine semitica, Chamberlain elogiò i romani per la totale distruzione della città avvenuta nel 146 a.C. al termine della terza guerra punica, prendendo il fatto come esempio su come gli ariani avrebbero dovuto occuparsi dei Semiti.
Chamberlain sostenne inoltre di come i Romani diventassero col tempo troppo tolleranti nei confronti dei semiti, in particolare verso gli ebrei e come proprio ciò sarebbe stata la causa della caduta dell'impero romano d'Occidente. Egli sostenne che ciò fu dovuto alla mescolanza razziale con gli ebrei e che questi avessero causato così prima il declino e poi il crollo dell'antico impero ariano.
Chamberlain scrisse che l'imperatore romano militare di razza africana Caracalla concesse la cittadinanza romana a tutti gli individui dell'impero, a prescindere dalla razza o dalla religione nel 212 e questo, come sua diretta conseguenza, condusse i romani a mescolarsi liberamente con i popoli semitici e africani, Chamberlain conclude: "come una cataratta il sangue alieno venne versato nella città spopolata di Roma e presto i romani cessarono di esistere".
In quanto tale la distruzione dell'impero d'Occidente da parte dei popoli germanici fu solamente un atto di liberazione dal Völkerchaos (caos dei popoli) che l'impero romano era diventato. L'obiettivo ultimo dell'ebreo secondo Chamberlain era quello di creare una situazione particolare: "in Europa ci sarebbe stato un solo popolo di razza pura, gli ebrei, tutto il resto sarebbe diventato un branco Meticcio di pseudo-ebrei, un popolo senza dubbio degenerato fisicamente, mentalmente e finanche moralmente".
Come parte dei loro piani per distruggere gli ariani Chamberlain affermò che gli ebrei avessero fondato la Chiesa cattolica, la quale predicava esclusivamente un cristianesimo "giudaizzato" che nulla aveva a che vedere con il cristianesimo creato originariamente dal Cristo ariano. Secondo certi storici "I fondamenti" sono in realtà un esempio di antipapismo più che di antisemitismo, ma questa teoria manca il bersaglio in quanto la ragione per cui Chamberlain attaccò la Chiesa cattolica con tanta violenza fu perché credeva che il Papato fosse controllato dagli stessi ebrei.
Nella prima metà del XVI secolo Chamberlain sostenne che i tedeschi ariani sotto la guida di Martin Lutero grazie alla riforma protestante si allontanarono dall'influenza corrotta di Roma e in tal modo stabilirono le fondamenta di un "cristianesimo germanico". Chamberlain sostenne che la forma naturale e migliore di governo per gli ariani fosse una dittatura e perciò incolpò gli ebrei per aver inventato la democrazia come parte dei loro piani per distruggere gli ariani.
Allo stesso modo Chamberlain accusò il capitalismo - che vide come un sistema economico gravemente distruttivo - come qualcosa di inventato dagli ebrei per arricchirsi a spese degli ariani, accreditando contemporaneamente agli ebrei di aver inventato anche il socialismo con il suo messaggio di uguaglianza umana universale come un astuto stratagemma ebraico per distogliere l'attenzione da tutta la devastazione economica prodotta dai finanzieri ebrei.
L'implacabile determinazione usata da Chamberlain per dimostrare che tutto ciò che considerava cattivo nel mondo fosse opera degli ebrei lo portò ad alcune conclusioni strane. Chamberlain ebbe una profonda antipatia anche nei confronti dei cinesi e così ne "I Fondamenti" dichiarò che la civiltà cinese fosse stata in realtà fondata dagli ebrei, perché proprio come gli ebrei anche i cinesi avevano "... la totale assenza di una cultura avanzata e una visione accentuata unilaterale della civiltà". Per Chamberlain questa era più che una prova sufficiente del fatto che gli ebrei avessero creato la civiltà cinese.
Lo storico franco-israeliano Saul Friedländer ha descritto "I Fondamenti" - con la sua teoria delle due uniche razze rimaste "pure" nel mondo, cioè i tedeschi e gli ebrei, bloccati in una guerra per la dominazione del mondo che poteva finire solo con la completa vittoria di uno sopra l'altro - come uno dei testi chiave dell'"antisemitismo redentivo".
Poiché Chamberlain considerò gli ebrei come una razza a parte e non come una religione, Chamberlain sostenne che la conversione degli ebrei non era una "soluzione" adatta per la "questione ebraica", affermando che i convertiti ebrei al cristianesimo rimanevano ancora ebrei. Nel prendere questa posizione Chamberlain si diresse ben oltre il suo eroe Wagner. Il giornalista olandese naturalizzato britannico Ian Buruma ha scritto:
 
Chamberlain non sostenne il genocidio degli ebrei ne "I Fondamenti", nonostante la sua determinazione a voler scagliare tutti i problemi del mondo sugli ebrei; non propose mai una soluzione a questo problema così fortemente sentito. Fece invece l'affermazione criptica che, dopo aver letto il suo libro, i suoi lettori avrebbero saputo meglio come inventarsi una "soluzione" alla "questione ebraica".
Friedländer ha sostenuto che se si dovesse prendere seriamente la teoria dell'"antisemitismo redentore" proposto ne "I Fondamenti" e spingerla fino alla sua conclusione logica, allora inevitabilmente si giungerebbe al risultato che il genocidio potrebbe anche rivelarsi come una "soluzione" perfettamente accettabile alla "questione ebraica".
Friedländer ha sostenuto che c'è una logica implicita di genocidio ne "I Fondamenti", in quanto Chamberlain sostenne che gli ebrei erano una razza a parte rispetto al resto dell'umanità; che il male fosse incorporato nei geni stessi degli ebrei; così gli ebrei sarebbero nati malvagi lo sarebbero rimasti fino alla morte, un ebreo non avrebbe mai potuto smettere di essere maligno anche se lo avesse voluto; soltanto per questi motivi biologici gli ebrei non avrebbero mai cessato i loro infiniti tentativi di distruggere tutto ciò che vi fosse stato di buono nel mondo.
Ispirato dal suo libro, lo scrittore "völkisch" Josef Remier fece pubblicare nel 1905 Ein Pangermanisches Deutschland, che usava le tesi de "I Fondamenti" per sostenere che l'impero tedesco avrebbe dovuto conquistare l'impero russo, dopo di che speciali commissioni di medici, antropologi ed "esperti di allevamento" razziale avrebbero dovuto dividere la popolazione in tre categorie: i tedeschi etnici, quelli che possono essere "germanizzati" e quelli incapaci di "miglioramento" con tutti gli slavi e gli ebrei inclusi in quest'ultima categoria. Geoffrey Field ha scritto che la visione di Remier anticipava la "guerra di sterminio" che fu l'Operazione Barbarossa nel 1941 in "molti dei suoi aspetti più orrifici".
"I Fondamenti" vendettero bene: otto edizioni e 60 000 copie entro 10 anni, 100 000 copie fino allo scoppio della prima guerra mondiale e 24 edizioni per più di un quarto di milione di copie entro il 1938. Il successo dell'opera subito dopo la sua pubblicazione nell'ottobre del 1899 trasformò Chamberlain in una celebrità intellettuale.
La popolarità del libro fu tale che molti insegnanti ginnasiali (dell'istruzione secondaria) nelle zone protestanti della Germania ne resero necessaria la lettura per i loro studenti. Un maestro si ricordò: «io stesso lessi l'intero libro in una sola volta quando, come un giovane insegnante di ginnasio a Norimberga, mi cadde tra le mani e con il viso in fiamme lo misi da parte pieno di eccitazione: posso ancor oggi [1927] immaginare la scena e ciò può risvegliare la mia vecchia sensazione".
Il libro venne venduto molto bene ma le recensioni in Germania furono molto contrastanti. I quotidiani conservatori e nazional-liberali fecero generalmente delle recensioni amichevoli e benevole. I giornali del movimento völkisch diedero critiche positive con molti dei suoi commentatori che lo definirono come uno dei più grandi libri mai scritti nella storia.
Le università tedesche furono all'epoca ricettacoli e focolai di attività völkisch in quei primi anni del XX secolo e "I Fondamenti" furono estremamente popolari nei campus universitari con molti club che lo usarono come un motivo per escludere gli studenti ebrei dall'adesione.
Allo stesso modo le scuole militari furono centri di pensiero völkisch nei primi anni del XX secolo e il saggio risultò essere molto popolare tra i cadetti ufficiali; anche se nessuna delle forze armate o degli eserciti prussiani, bavaresi, sassoni e del württemberg accettarono candidati ebrei, il libro non portò comunque all'esclusione completa degli ebrei. Le sole eccezioni all'esclusione totale degli ebrei tedeschi dal corpo ufficiale riguardarono gli eserciti bavaresi e sassoni, disposti ad accettare gli ebrei solo come ufficiali di riserva.
I giornali liberali e socialdemocratici diedero al libro recensioni molto negative con i critici che si lamentarono del modo estremamente irrazionale di ragionamento presente nel libro, notando come Chamberlain citasse fuori dal contesto gli scritti di Johann Wolfgang von Goethe per fargli esprimere opinioni che non aveva mai avuto e che l'intero libro fosse ricolmo di un antisemitismo ossessivo che trovavano estremamente sgradevole.
A causa dell'antipapismo di Chamberlain i giornali cattolici pubblicarono recensioni tutte molto ostili, anche se i critici cattolici raramente accusarono il libro per il suo antisemitismo. I giornali völkisch protestanti diedero invece ottime recensioni, mentre altri giornali protestanti ortodossi furono disturbati dalla richiesta di Chamberlain di un "cristianesimo razziale".
Uno scrittore protestante, il professor Baentsch di Jena, scrisse che Chamberlain aveva sistematicamente distorto il Libro di Giobbe, i Salmi, i Neviìm, i profeti minori e altri libri dell'Antico Testamento, portandoli a concludere che non sorprendesse il fatto che Chamberlain trovasse un terreno totalmente comune tra il cristianesimo e l'ebraismo dato il modo in cui aveva rappresentato male l'intero Antico Testamento.
Un recensore ebraico tedesco, il banchiere di Berlino Heinrich Meyer-Cohn, scrisse che "I Fondamenti" erano un libro "brutto, poco chiaro e illogico nel suo pensiero spirituale e fortemente scadente nello stile, pieno di falsa modestia e di autentica altezzosità, pieno di una reale ignoranza e di falsa affezione di apprendimento".
I gruppi ebraici tedeschi come il "Centralverein deutscher Staatsburge jüdischen Glaubens" e il "Verein zur Abwehr Antisemitismus" dichiararono ripetutamente all'inizio del XX secolo che la popolarità di questo libro costituiva per loro una delle principali fonti di preoccupazione, rilevando che esso aveva prodotto un notevole aumento dell'antisemitismo con molti ebrei tedeschi che si trovavano ora oggetti di molestie e talvolta anche oggetto di violenza.
Il giornalista ebreo-tedesco Moritz Goldstein scrisse nel 1912 che era diventato un esponente del sionismo perché credeva che oramai non vi fosse più una sola possibilità di futuro per gli ebrei in Germania, ed una delle ragioni di questa convinzione era che: "Chamberlain crede in ciò che dice e per questo le sue distorsioni mi sconvolgono e non riesco a credere come possa un tale libro venire stampato in migliaia di copie un'edizione dopo l'altra e vorrei ancora sapere come possa essere possibile per molti tedeschi, la cui immagine di sé indulge piacevolmente in questa sua teoria, essere in grado di rimanere ancora abbastanza critici per mettere in discussione le sue innumerevoli ingiustizie ed errori"
Goldstein aggiunse anche che il caso di Chamberlain dimostrava il punto di vista tipico di quei "buoni spiriti, uomini intelligenti e amanti della verità che, tuttavia, non appena parlano di ebrei, cadono in un odio cieco e quasi rabbioso".

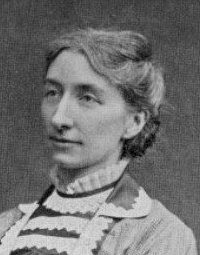
Cosima Wagner, vedova del compositore tedesco Richard Wagner nonché accesa antisemita, fu tanto amica di Chamberlain da fargli sposare la figlia Eva von Bülow.

## L'evangelista della razza
Nel 1900 Chamberlain visitò la Gran Bretagna per la prima volta dopo decenni, un luogo disprezzato e da lui chiamato "la terra dei mangiatori di boeri". Scrivendo a Cosima Wagner da Londra Chamberlain dichiarò tristemente che la sua Gran Bretagna, la Gran Bretagna delle regole aristocratiche, del duro lavoro e del coraggio umano, la romantica "Merry England" della sua immaginazione non esisteva più; oramai era stata sostituita da ciò che Chamberlain vide come una società immersa nel materialismo, del tutto priva di anima e dominata interamente dall'avidità, atomizzata in individui senza senso con un solo scopo collettivo, quello di far soldi.
Chamberlain scrisse che la Gran Bretagna dal 1880 in poi aveva "scelto di servire Mammona", per cui non mancò di accusare gli ebrei, scrivendo a Cosima: "questo è il risultato, quando uno ha studiato la politica con un ebreo per un quarto di secolo". Il Chamberlain stava qui riferendosi all'ebreo Benjamin Disraeli, che odiò sempre con passione.
Chamberlain così concluse: "la mia vecchia Inghilterra era irriconoscibile"; dichiarò inoltre nella sua lettera che tutti gli uomini d'affari britannici erano ormai dei disonesti; il ceto medio compiaciuto e stupido; le piccole imprese e gli agricoltori non più in grado di competere con le grandi industrie di proprietà ebraica; infine la monarchia era "irrimediabilmente indebolita" dal cambiamento sociale. In breve le Gran Bretagna non era più il suo paese.
Nell'estate del 1900 scrisse un saggio nella rivista Jugend, dove dichiarò: "il regno di Guglielmo II di Germania ha il carattere dell'alba di un nuovo giorno". Chamberlain continuò scrivendo che Guglielmo era "infatti il primo Kaiser tedesco" che conoscesse che la sua missione, quella cioè di "nobilitare" il mondo diffondendo "la conoscenza tedesca, la filosofia tedesca, l'arte tedesca e, se Dio vuole, anche la religione tedesca. S'impegna per poter diventare un vero Kaiser del popolo tedesco".

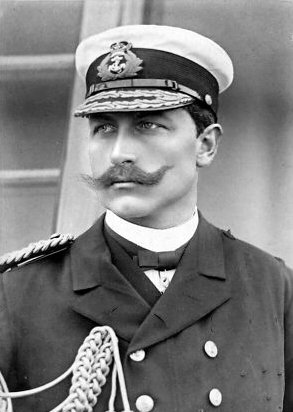
Guglielmo II di Germania, Kaiser dell'impero tedesco dal 1888 al 1918, fu un grande amico ed ammiratore di Chamberlain.

Per consentire alla Germania di diventare una potenza mondiale Chamberlain chiese che l'impero tedesco diventasse anche la potenza marittima più grande del mondo, in quanto affermò che qualunque potere regola i mari regola anche il mondo. Chamberlain scrisse che "senza una flotta non si può fare nulla, ma dotato di una grande flotta, la Germania si imbarca sul percorso che Oliver Cromwell ha mostrato all'Inghilterra; la strada e può e deve orientarsi risolutamente verso l'obiettivo di diventare la prima potenza mondiale. Ne possiede la giustificazione morale e pertanto anche il dovere".
All'inizio del 1901 l'imperatore Guglielmo lesse "I Fondamenti" e ne rimase immensamente colpito. Chamberlain venne invitato a corte e Ulrich von Bülow, il fratello del Cancelliere del Reich Bernhard von Bülow, scrisse in una lettera ad un amico nel gennaio 1901 che il Kaiser stava "studiando il libro una seconda volta pagina per pagina".

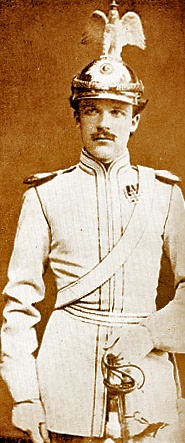
Philipp zu Eulenburg nel 1867. Fu amico intimo del Kaiser, ammiratore di Chamberlain e fervente antisemita; rimarrà coinvolto nel 1907 nel celebre scandalo Harden-Eulenburg (soprannominato in seguito "scandalo della tavola rotonda") con conseguente outing per Eulenburg e ripudio da parte del Kaiser: Chamberlain ne rimarrà letteralmente sconvolto (vedi oltre).

Nel novembre del 1901 l'amico di Chamberlain, il diplomatico tedesco nonché cortigiano Philipp zu Eulenburg - che era anche il migliore amico di Guglielmo - presentò Chamberlain al Kaiser. I due s'incontrarono per la prima volta alla tenuta di Eulenburg presso Löwenberger Land e presto divennero ottimi amici, mantenendo una corrispondenza regolare che continuò fino alla morte di Chamberlain nel 1927.
Per raggiungere la residenza da Vienna Chamberlain dovette prima prendere il treno per Berlino e poi un altro treno per Löwenberger. L'incontro con il Kaiser venne considerato talmente importante che quando Chamberlain raggiunse Berlino, venne accolto dal cancelliere principe von Bülow in persona, che si unì a lui fino a che non giunsero a destinazione.
Durante il viaggio in treno Bülow e Chamberlain ebbero una lunga discussione prima su "I Fondamenti" e poi sulla letteratura francese. Dopo aver raggiunto le porte del paese verso sera i due si unirono a Guglielmo e Eulenburg, circondati da servitori che portavano con sé delle torce. Quando incontrò Chamberlain per la prima volta, Guglielmo gli disse: "ti ringrazio per quello che hai fatto per la Germania!"
Il giorno successivo Eulenburg scrisse ad un amico che l'imperatore "rimase completamente sotto l'incantesimo di quest'uomo [Chamberlain], che comprendeva meglio di qualsiasi altro ospite a causa dello studio approfondito fatto del suo libro".
Per il resto della loro vita Chamberlain e Guglielmo ebbero ciò che lo storico americano Geoffrey Field ha chiamato "un legame caldo e personale", espresso in una serie di "lettere elaborate e piene di ammirazione reciproca e idee stravaganti". Le lettere tra i due furono ricolme di "un mondo del pensiero inquietante fatto di conservatorismo mistico e razzista. Si ritrovavano in una vasta gamma di argomenti: la missione nobilitativa assunta dalla razza germanica, le forze corrosive dell'ultramontanismo, il materialismo e il 'veleno distruttivo' [gli ebrei]. Questi furono i loro temi preferiti".
Altri soggetti spesso discussi nelle lettere furono i pericoli posti al Reich dal pericolo giallo, dai russi e dalle orde dei negri. Nel 1901 Guglielmo informò Chamberlain in una lettera: "Dio ha inviato il tuo libro al popolo tedesco, proprio come ti ha mandato personalmente a me, questa è la mia convinzione inconfutabile".
Guglielmo continuò ad elogiare Chamberlain come suo "compagno di armi e alleato nella lotta dei teutoni contro Roma (il papismo) e Gerusalemme (gli ebrei)". Nel 1902 Guglielmo scrisse un'altra lettera in cui disse a Chamberlain: "puoi salvare il nostro 'Volk' [popolo] tedesco, la nostra 'Germanitudine', perché Dio ti ha mandato come nostro aiutante!"
Chamberlain a sua volta consigliò a Guglielmo di "creare una Germania sensibilmente razziale e organizzata in modo centralizzato con un chiaro senso dello scopo, una Germania che potesse arrivare a governare il mondo intero". Nel 1903 Chamberlain scrisse ancora a Guglielmo affermando che, come negli ultimi giorni decadenti di Roma, "il civis britannicus è ormai diventato un concetto puramente politico senza che vi sia più coinvolto alcun contenuto razziale".
Chamberlain scrisse con disgusto come per due scellini e sei pence oramai ogni negro Basotho avrebbe potuto ora avere un passaporto britannico; continuò poi prevedendo entro i prossimi cinquant'anni che "l'aristocrazia inglese non sarà nient'altro che un'oligarchia asservita al denaro, senza più alcun briciolo di solidarietà razziale o di rapporto con il trono".
Chamberlain continuò a deplorare la pratica di far crescere gli uomini d'affari all'interno della collettività in Gran Bretagna, dichiarando con disprezzo che lì erano finiti col diventare semplicemente dei "produttori di birra, produttori di inchiostro e proprietari di navi" nella Camera dei Lord. Chamberlain concluse una sua lettera al Kaiser chiamando l'opinione pubblica britannica "un branco che non ha volontà e che pochi giornali e manciate di politici oramai manipolano come meglio desiderano".
Il concetto successivo di "Inghilterra-Giuda" di Guglielmo, una triste Inghilterra prosciugata dal capitalismo ebraico, dovette molto a Chamberlain. Il saggista olandese Ian Buruma ha descritto le lettere di Chamberlain al Kaiser come atte a spingere le sue "idee piene di anglofobia, antisemitismo e germanofilia fino al livello della stupidità".
Il giornale liberale Berliner Zeitung si ebbe a lamentare in un editoriale della stretta amicizia tra Guglielmo ed un tale razzista e antisemita come era Chamberlain, affermando che questa costituiva una vera causa di preoccupazione per le persone dignitose e leali, sia all'interno che all'esterno della Germania.
Per Guglielmo tutto l'orgoglio per il suo essere un tedesco ebbe una certa ambivalenza circa la propria identità, in quanto era per metà britannico. In un'epoca di ultranazionalismo con identità sempre più definite in termini razziali, il suo patrimonio misto impose un notevole sforzo psicologico su Guglielmo che, contemporaneamente, si ritrovava ad essere sia un anglofilo sia un anglofobo; un uomo che amava ed odiava gli inglesi allo stesso tempo e i cui scritti riguardanti la terra di sua madre Vittoria di Sassonia-Coburgo-Gotha (1840-1901) mostravano sia estrema ammirazione che dispiacere.
Buruma osserva che per tutte le sue credenze molto svasate in pubblico circa la superiorità dei tedeschi su tutto, Guglielmo spesso mostrasse segni di un complesso di inferiorità nei confronti degli inglesi in privato, come se si fosse davvero convinto in profondità che era invece la Gran Bretagna ad essere il paese più grande del mondo, non la Germania.
Per Guglielmo qualcuno come Chamberlain, l'inglese che venne in Germania per lodarla come fosse il suo paese d'origine oltre che la più grande nazione del mondo e che aveva "scientificamente" dimostrato che "l'avvenimento" descritto ne "I Fondamenti" era per lui un "sogno" da realizzare, fu assai importante. Scrivendo sul rapporto intercorso tra i due Field ha dichiarato:
Chamberlain, che per usare le stese parole di Buruma fu "un feticista inglese del sangue tedesco" che scrisse lunghi articoli pseudo-scientifici su come la "genialità razziale germanica" si manifestò nelle opere culturali di Richard Wagner, Johann Wolfgang von Goethe, Ludwig van Beethoven e William Shakespeare (Chamberlain considerò sempre Shakespeare un "drammaturgo germanico" che apparteneva propriamente alla Germania), diventò "il fiammifero acceso perfetto" per Guglielmo.
Chamberlain scrisse frequentemente ad un ammirato e riconoscente Guglielmo dicendo che lui era l'unico nobile "spirito tedesco" che stava salvando il mondo che stava per essere distrutto da un "materialismo Yankee-anglo-ebraico sradicato". Infine anche Guglielmo era un wagneriano e trovò molto da ammirare negli scritti di Chamberlain che elogiò la musica di Wagner come una forza spirituale mistica e spirituale che incarnava tutto ciò che vi era di grande nello spirito tedesco.
Il successo del suo libro rese Chamberlain famoso in tutto il mondo. Nel 1906 l'intellettuale brasiliano Sílvio Romero lo citò insieme all'antropologo tedesco Otto Ammon, Georges Vacher de Lapouge e Joseph Arthur de Gobineau per dimostrare che il biondo popolo con "dolicocefalia" dell'Europa settentrionale era la migliore e più grande razza presente in tutto il mondo e sollecitò che il Brasile avrebbe potuto diventare una grande nazione grazie ad un enorme afflusso di immigrati tedeschi che avrebbe portato ad uno 'sbiancamento' del paese.
Chamberlain ricevette numerosi inviti a tenere lezioni sulle sue teorie razziali presso l'università di Yale e la Johns Hopkins University, ma li declinò tutti in quanto non desiderò mai visitare quello che considerava una nazione culturalmente e spiritualmente debole come gli Stati Uniti d'America. Quando il libro venne pubblicato per la prima volta oltreoceano i recensori si chiesero spesso chi fosse mai questo Chamberlain e nella stampa tedesca vi fu un'ampia e feroce speculazione sul fatto se Chamberlain fosse imparentato con Joseph Chamberlain, il segretario coloniale inglese e autore principale della politica britannica in Sudafrica, uno degli uomini più detestati dell'intero impero tedesco.
Molte riviste tedesche stamparono per errore immagini dei figli di Joseph, Austen Chamberlain o Neville Chamberlain come se fossero gli autori de "I Fondamenti". Come tanti altri, anche molti tedeschi emisero un sospiro collettivo di sollievo quando si accertò che Houston Stewart Chamberlain non era in alcuna maniera legato alla famosa famiglia Chamberlain di Birmingham.
Dopo il successo ottenuto dal suo libro a Vienna si formò un "Circolo Chamberlain" comprendente l'esperto di indologia Leopold von Schroeder, il conte Ulrich von Bülow, la contessa Melanie von Metternich-Winneburg, la contessa Marietta von Coundenhove, la baronessa Emma von Ehrenfels, il critico musicale e wagneriano Gustav Schonaich, il conte Ulrich von Brockdorff-Rantzau, il conte Hermann Graf Keyserling e Rudolf Kassner che si incontrarono settimanalmente presso la casa di Chamberlain per discutere le sue teorie razziali.
Fu durante questo periodo che Chamberlain intrattenne una relazione con la baronessa von Ehrenfels, la moglie del suo amico il barone Christian von Ehrenfels, ed assieme a questa ebbe anche un rapporto con una ballerina di cabaret viennese di nome Lili Petri. Nel 1906 il suo matrimonio con Anna naufragò nel divorzio.
Oltre ai proventi delle vendite de "I Fondamenti" e dei saggi che stava scrivendo a getto continuo per vari giornali e riviste, Chamberlain fu sostenuto finanziariamente da un ricco produttore tedesco di pianoforte, August Ludowici (che amò tanto Chamberlain da far acquistare una casa appositamente per lui) e dall'industriale svizzero Agénor Boissier, con un reddito annuo di circa 30-40.000 marchi (per contro, un insegnante tedesco aveva un reddito annuo di 1.000 marchi mentre un professore realizzava circa 12.000 marchi all'anno).

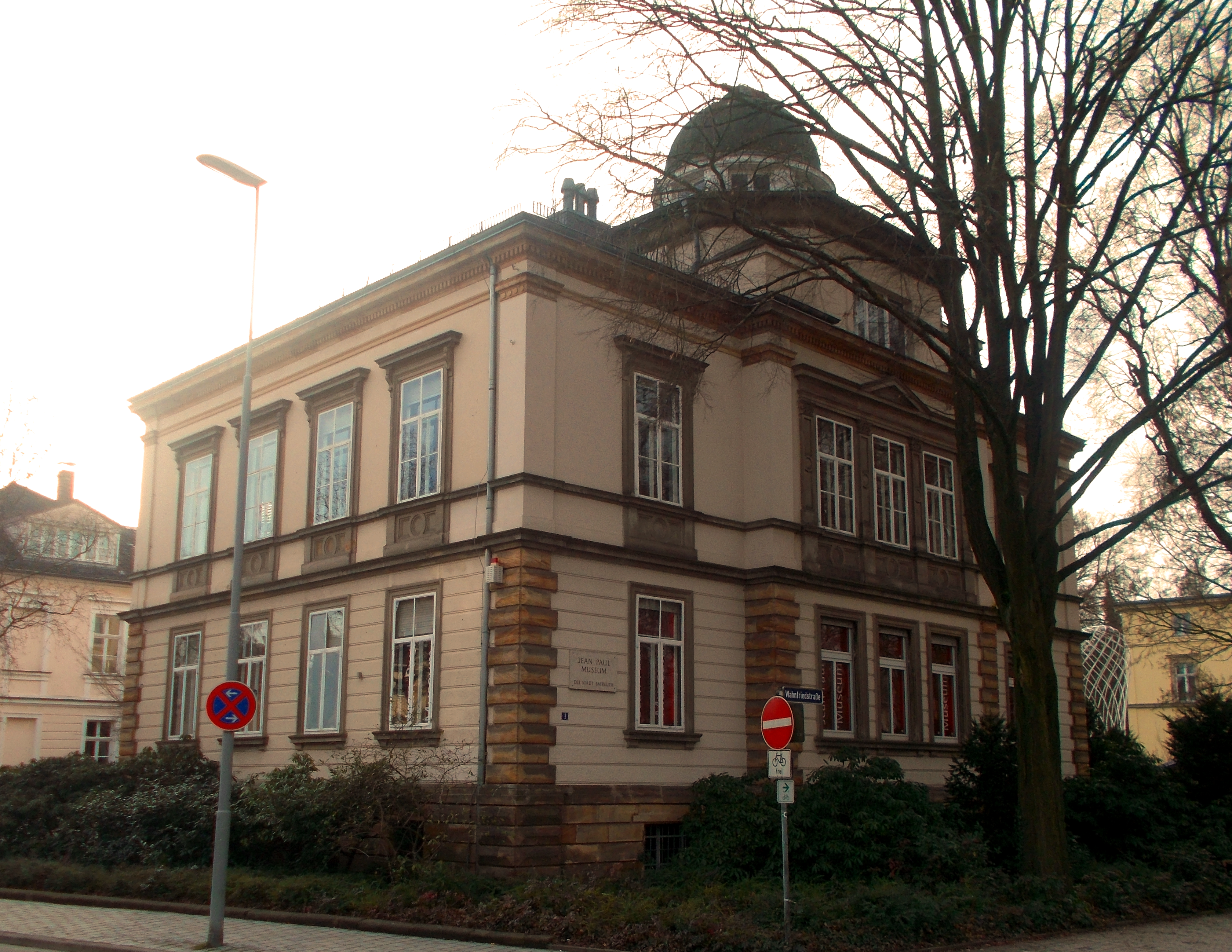
La casa di Chamberlain a Bayreuth, ove si trasferì stabilmente a partire dal 1909.

Nel 1908 Chamberlain sposò la figlia di Wagner Eva von Bülow (1867-1942) dopo che Cosima Wagner ne suggerì la relazione, rendendolo in tal modo estremamente felice per il fatto di essersi sposato con la figlia del suo amatissimo eroe Wagner. L'anno successivo si trasferì a Bayreuth, dove avrebbe vissuto fino alla morte sopraggiunta nel 1927.
Chamberlain, autoproclamatosi "l'evangelista della razza", cominciò a vedersi pure come un profeta, scrivendo al Kaiser: "oggi Dio si affida solo ai tedeschi: questa è la conoscenza, la verità sicura, che mi ha colmato l'anima per anni; ho sacrificato tutta la mia pace nel servirlo, per tutta la vita e fino a quando non morirò". Philipp zu Eulenburg ricordò che, nascosto dietro il suo silenzio, Chamberlain aveva "uno spirito ardente con quegli occhi che gli parlano solo di libri".
Alcuni che lo conobbero bene lo descrissero come un uomo tranquillo e riservato pieno di erudizione urbana e di fascino; un personaggio modesto e geniale con modi eleganti di indossare abiti costosi e che avrebbe potuto parlare brillantemente e con molta pazienza per un gran numero di soggetti per ore intere. Sotto la sua superficie lucida Chamberlain ebbe però un suo lato "fanatico e ossessivo", i cui copiosi quaderni e le lettere mostrano essere un uomo con "una mente profondamente irrazionale", un individuo marcatamente portato al sadismo e profondamente affetto da paranoia che credeva di essere vittima di una mostruosa cospirazione ebraica atta a distruggerlo. Lo status di Chamberlain come semi-recluso fu dovuto anche alla sua paura che gli ebrei stessero complottando il suo omicidio.
Acceso imperialista, Chamberlain fu naturalmente anche un fervente sostenitore della Weltpolitik, sotto le ali della quale l'impero tedesco cercava di diventare la potenza predominante del mondo, giustificata in questo dal razzismo. Nel 1904, quando il governo tedesco commise il genocidio degli Herero e dei Nama nel corso delle Guerre herero nell'Africa Tedesca del Sud-Ovest (la moderna Namibia) - Chamberlain si congratulò con Guglielmo in una lettera per le sue politiche genocide, lodando il Kaiser per la sua "guerra di sterminio" la quale rappresentava "un bell'esempio di come gli Ariani dovrebbero affrontare i negri".
In una lettera del 1906 indirizzata a Guglielmo Chamberlain annunciò che, a causa della mescolanza razziale causata dagli ebrei, la Gran Bretagna, la Terza Repubblica francese, l'impero austro-ungarico e l'impero russo erano diventate tutte potenze in declino e solo il Reich tedesco "puro" era oramai in grado di proteggere "il centro vitale dell'Europa occidentale dai russi discendenti dei Tatari, dai sognatori dei confini deboli dell'Oceania e dell'America del Sud e soprattutto dai milioni di negri, impoveriti nell'intelletto quasi in modo bestiale, che ancora oggi sono armati per la futura guerra delle razze in cui non ci sarà data tregua".
Così, Chamberlain scrisse a Guglielmo, la "Weltpolitik" tedesca era una "missione sacra" per proteggere le razze e le culture superiori da quelle inferiori. Chamberlain conclude la sua lettera dicendo che le idee del potere bianco avevano "non solo giustificato le vere aggressioni della Russia e dell'Inghilterra nel corso del XIX secolo, ma anche sanzionato in anticipo tutto ciò che la Germania potesse scegliere di fare nel corso del XX secolo".

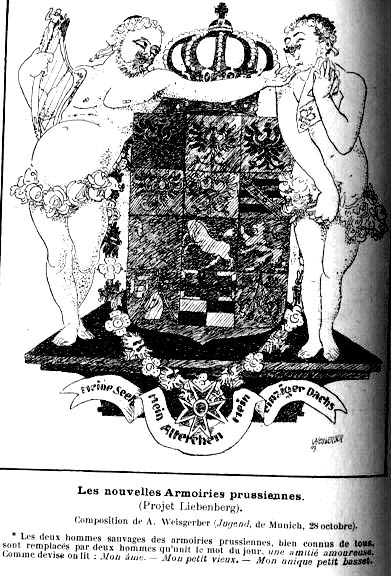
Una vignetta satirica dell'epoca fatta stampare dal giornalista Maximilian Harden che mostra gli effeminati Philipp zu Eulenburg e Kuno von Moltke, ognuno ad un lato dello Stemma della Prussia.

Nel 1908 l'esplosione dello scandalo Harden-Eulenburg (soprannominato in seguito "scandalo della tavola rotonda", uno degli eventi di maggior rilievo della storia dell'omosessualità in Germania) danneggiò la reputazione di Guglielmo quando il comune amico del Kaiser e di Chamberlain Philipp zu Eulenburg fu esposto in tutta stampa per il fatto di essere un omosessuale. Dal momento che Eulenburg era stato il miglior amico dell'imperatore a partire dal lontano 1886, lo scandalo condusse a pettegolezzi in tutto l'impero tedesco nel tentativo di venire a sapere se Guglielmo ed Eulenburg fossero stati più che semplici amici. Dal momento che Eulenburg era abbastanza aperto da atteggiarsi a gay quando si trovava in compagnia dei suoi amici più intimi, e lui e Guglielmo erano stati amici per la pelle per ben 22 anni, il fatto ha portato lo storico britannico John C. G. Röhl a concludere che era molto improbabile che Guglielmo ignorasse l'orientamento sessuale di Eulenburg come affermò dopo che egli fu sottoposto ad outing.
A seguito dello scandalo il Kaiser scrisse a Eulenburg una lettera molto fredda che diceva di non sopportare la compagnia degli omosessuali, pertanto la loro amicizia era finita e non voleva mai più vedere o sentire di nuovo parlare di lui. Chamberlain non fu mai vicino a Eulenburg come Guglielmo e sembrò davvero sconvolto nel conoscere le dichiarazioni testimoniate che facevano di Eulenburg un omosessuale..
La vicenda svolse in Germania un ruolo molto simile all'affare Dreyfus avvenuto alla fine del XIX secolo in Francia, salvo che la vittima in questo caso era il celebre antisemita Eulenburg. Durante il dipanarsi dello scandalo, tra querele e contro-querele, praticamente l'intero movimento völkisch si schierò a sostegno di Eulenburg affermando che essi in realtà rappresentavano gli eterosessuali ariani immischiati in false accuse di omosessualità da parte degli ebrei Max Bernstein (giornalista) e Magnus Hirschfeld (medico omosessuale).
Il giornalista tedesco Theodor Wolff scrisse nel 1906 circa il ruolo svolto da Eulenburg nella sua qualifica di uno dei principali antisemiti tedeschi:

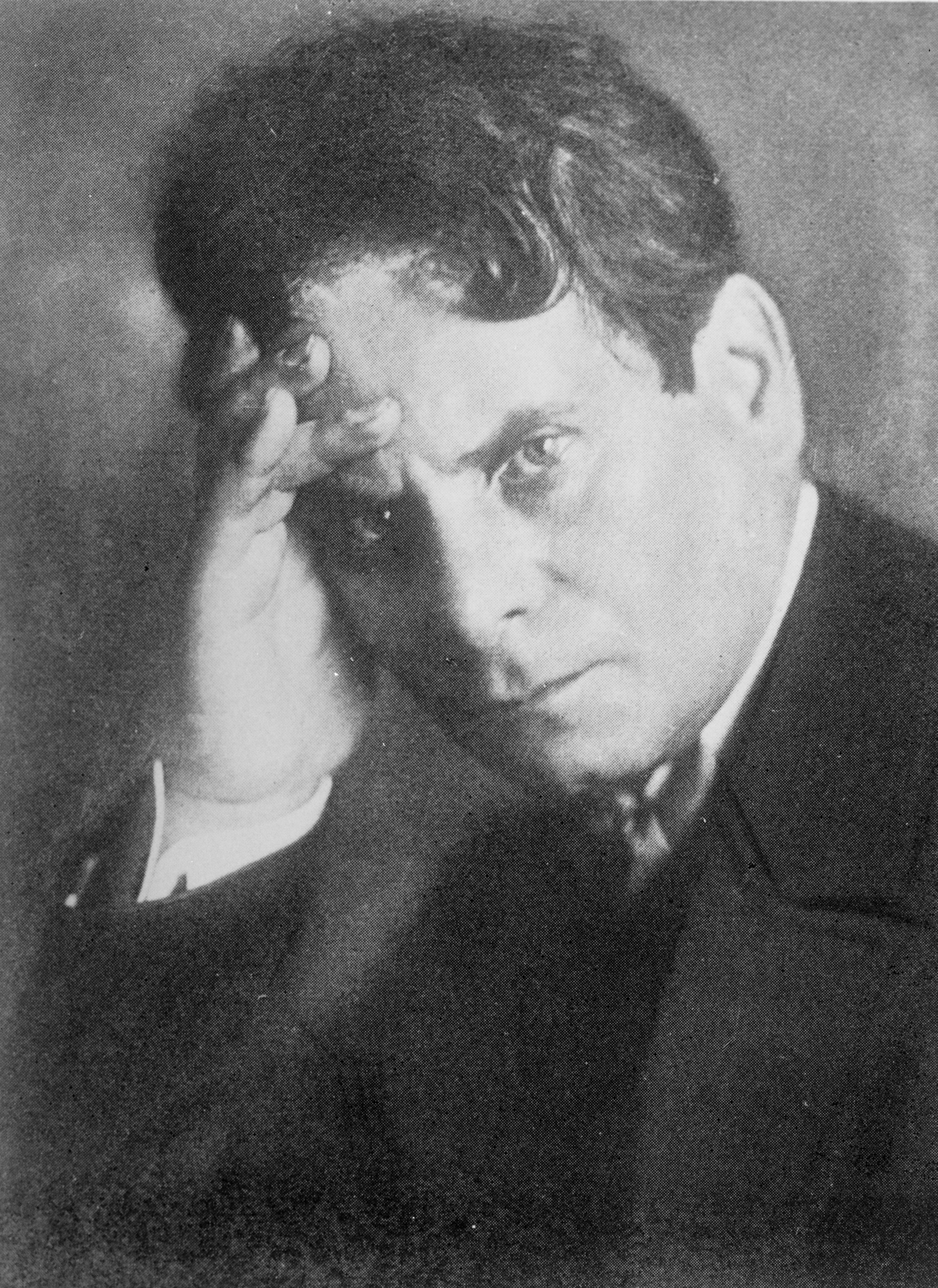
Il giornalista ebreo tedesco Maximilian Harden, colui che scatenò lo scandalo Harden-Eulenburg.

In una lettera diretta a Chamberlain Guglielmo scrisse che tutto lo scandalo era emerso a causa della "sfrontatezza e impudenza ebraica, delle loro calunnie e menzogne". Nella stessa lettera un furibondo Guglielmo riferì a Chamberlain che Maximilian Harden, l'ebreo tedesco convertito al luteranesimo nonché il giornalista che aveva scoperto Eulenburg era un "ripugnante, nauseante e sporco ebreo" e un "demonio velenoso fuoriuscito dal limo dell'inferno, una vergognosa macchia inseritasi nel nostro Volk".
Tuttavia, malgrado il suo forte antisemitismo e il suo desiderio spesso esplicito di espellere l'intera comunità ebraica tedesca, il Kaiser si ritrasse per il motivo che, se egli avesse espulso tutti gli odiati ebrei dall'impero tedesco, avrebbe riportato indietro l'economia tedesca di un secolo e pertanto avrebbe dovuto tollerare con fiera indignazione i suoi sudditi ebrei.
Come parte del suo ruolo di "Evangelista della Razza" Chamberlain tonificò il suo anti-cattolicesimo nel corso del primo decennio del XX secolo, realizzando tardivamente che i suoi attacchi rivolti contro la Chiesa cattolica ne "I Fondamenti" non ebbero come altra conseguenza che quella di allontanare l'intera comunità cattolica tedesca dal suo messaggio.
In quanto noto intellettuale pubblico Chamberlain scrisse su numerosi argomenti in una vasta gamma di giornali e riviste. Inoltre, per attaccare gli ebrei, uno dei temi principali dei saggi di Chamberlain, utilizzò il soggetto dell'unità della filosofia, della lingua tedesca, della razza ariana e dell'arte tedesca e la necessità di ottenere un'unità della cultura della Germania attraverso un "cristianesimo germanico" razzista.
Gli altri temi principali del proprio lavoro furono la scienza e la filosofia. Chamberlain rimase sempre fortemente interessato agli sviluppi della scienza moderna e si vide quasi come uno scienziato, ma fu profondamente critico nei confronti della pretesa che voleva la scienza moderna poter spiegare tutto, credendo invece che vi fosse un lato spirituale dell'umanità che la scienza non avrebbe mai potuto spiegare.
Pertanto Chamberlain credette che la Germania moderna potesse venire distrutta a causa della perdita dei propri aspetti spirituali per colpa della convinzione materialista che la scienza sarebbe alla fine sempre riuscita a spiegare tutto. Nella biografia del 1905 dedicata ad uno dei suoi eroi preferiti, il filosofo tedesco del XVIII secolo Immanuel Kant, Chamberlain sostenne che Kant fosse riuscito a dimostrato i limiti del razionalismo e della ragione nella comprensione del mondo.
Chamberlain sostenne che Kant fosse riuscito a dimostrare che l'approccio istintivo basato sull'intuizione era in realtà un modo molto più valido per comprendere il mondo. Inevitabilmente il modo di comprendere la scienza "kantiana" di Chamberlain fu usato per attaccare gli ebrei attraverso la sua scrittura corrosiva: "per comprendere Kant dobbiamo... cominciare una volta per tutte liberarci del pesante fardello delle concezioni ebraiche che abbiamo ereditato e a cui siamo stati indottrinati"
Allo stesso modo la biografia di Chamberlain del 1912 di un altro dei suoi eroi, Johann Wolfgang von Goethe, venne usata per trasmettere lo stesso messaggio. Chamberlain descrisse Goethe come un uomo "kantiano" che aveva correttamente abbracciato sia gli approcci razionali e scientifici sia quelli istintivi e mistici della vita per raggiungere una sintesi che abbracciò il meglio di entrambi i mondi.
Ancora una volta Chamberlain usò Goethe come un modo per colpire gli ebrei, proclamando che Goethe avrebbe di sicuro vietato i rapporti sessuali tra ariani ed ebrei e che fosse un uomo che non sarebbe riuscito minimamente a sopportare gli artisti e i giornalisti ebrei invece così abbondantemente presenti nella Germania moderna. La rivista ebraica tedesca Im deutschen Reich scrisse in una rassegna dedicata a Goethe che Chamberlain se ne era appropriato per scatenare "una polemica sulla politica della razza, l'igiene razziale e il valore razziale dal punto di vista di una giudeofobia monomaniaca".
Gli aspetti di Weltpolitik, in particolare il "Piano Tirpitz", condussero ad un periodo di tensione anglo-tedesca nei primi anni del XX secolo. Chamberlain, che detestava la terra della sua nascita, non ebbe il minimo scrupolo ad affrontare serenamente l'antagonismo anglo-tedesco emergente. Egli giunse fino al punto da odiare l'impero britannico ed espresse la sua approvazione per gli scritti dello storico tedesco affetto da anglofobia e da antisemitismo Heinrich von Treitschke, la cui visione della Gran Bretagna come una nazione avida e vorace composta da commercianti disonesti di basso livello ma che aspira alla ricchezza mondiale fu la sua stessa visione.
In un'altra lettera indirizzata a Guglielmo Chamberlain scrisse: "vi sono periodi in cui la storia è, come lo è oggi, come tessuta su un telaio... in modo tale che gli orditi e la trama siano stabiliti e siano sostanzialmente inalterabili; i fili vengono introdotti per un nuovo tessuto, quando il tempo della sostanza e del disegno deve prima essere determinato... Ci troviamo in un tempo così oggi".
Chamberlain dichiarò a Guglielmo che la Germania ora doveva diventare la più grande potenza mondiale, sia per il proprio bene che per il bene del resto del mondo. Nella stessa lettera respinse l'impero coloniale francese come un'aggregazione di nazioni di secondo grado che avrebbe potuto solo decadere ulteriormente; mentre l'impero russo non era altro che una nazione di slavi "stupidi" che potevano essere tenuti insieme soltanto perché lo Zar Nicola II di Russia aveva sangue tedesco, ma che senza il sangue tedesco presente tra i Romanov "non rimarrà altro che un brutto materiale grezzo in disfacimento"; la Gran Bretagna stava inoltre declinando chiaramente in una fossa senza fondo di avidità, di politica democratica inefficace e di individualismo sfrenato.
Chamberlain fu anche ricolmo di antiamericanismo e chiamò gli Stati Uniti d'America una "dinastia del dollaro"; scrisse:
Chamberlain concluse così la sua lettera a Guglielmo: "il futuro progresso dell'umanità dipende da una potente Germania che si estende su tutta la terra". A tal fine Chamberlain sostenne la politica espansionistica tedesca sia in Europa che nel resto del mondo; costruire la flotta di alto mare (la Hochseeflotte) avrebbe interrotto la padronanza britannica dei mari; appoggiò infine la ristrutturazione della società tedesca seguendo le linee promosse dall'estrema destra, la lega pan-tedesca völkisch (l'Alldeutscher Verband)

## Propagandista durante la prima guerra mondiale
Nell'agosto del 1914 iniziò a soffrire di una paralisi progressiva degli arti.
Nel 1916 il Kaiser gli conferirà la Croce di Ferro dopo che questi si fece naturalizzare come cittadino tedesco.

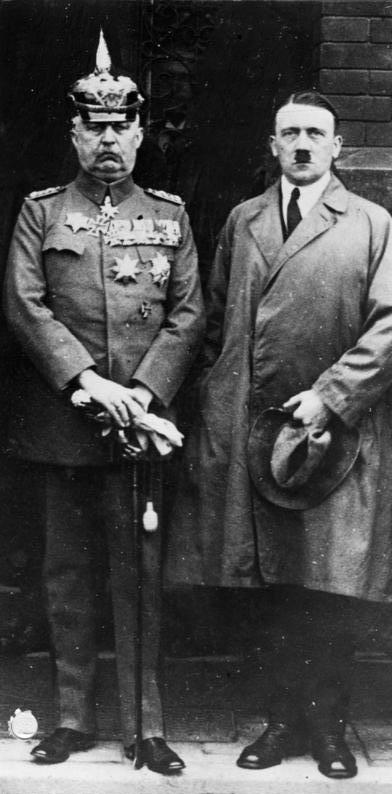
Il generale Erich Ludendorff assieme ad Adolf Hitler nel 1924.

## Mentore di Hitler
Nel novembre del 1918 Chamberlain rimase completamente sconvolto e terrorizzato dalla sconfitta del suo paese adottivo nella prima guerra mondiale (cosa che ritenne sempre impossibile) e dalla rivoluzione di novembre che rovesciò la sua amata monarchia. Aggiungendo altra amarezza a quella già esistente, fu talmente paralizzato che non poté oramai più lasciare il suo letto, cosa che credeva fosse il risultato di un avvelenamento operato dal Military Intelligence. Chamberlain vide la sconfitta e la rivoluzione come opera degli ebrei e scrisse nel 1919 che la Germania era ora sotto la "supremazia degli ebrei".
Nel corso degli ultimi anni gli scritti antisemiti di Chamberlain diventarono sempre più violenti e sanguinari perché era diventato ancora più intensamente antisemita di quanto già non fosse prima del 1918. Nel marzo del 1920 sostenne il Putsch di Kapp contro la Repubblica di Weimar, chiamata da lui "Judenrepublik" e fu di conseguenza ancora più sconvolto dal fallimento del tentativo di colpo di Stato.
Esso venne sconfitto grazie ad uno sciopero generale proclamato dai Partito Socialdemocratico di Germania che portò all'arresto dell'intera economia tedesca. Un giovane attivista del movimento völkisch, Josef Stolzing-Cerny, un protettore di Chamberlain che aveva partecipato al "Putsch", gli scrisse dopo il suo fallimento: "purtroppo Wolfgang Kapp non era un uomo con il cuore di leone, piuttosto l'uomo con il cuore della birra, poiché egli stimolava continuamente tutte le sue energie che affascinavano tanto il suo cervello con l'alcol... Nella stessa situazione un Otto von Bismarck o un Napoleone Bonaparte avrebbero cacciato l'intera repubblica ebraica-socialista mandandola al diavolo".
Stolzing-Cerny continuò a criticare Kapp per non aver fatto scatenare il Freikorps della Marinebrigade Ehrhardt che aveva condotto l'intera Berlino a schierarsi contro gli ebrei, ordinandogli invece di mantenere l'ordine Dopo questo clamoroso fallimento Chamberlain non considerò più Kapp uno dei suoi eroi ma invece lo accusò di essere un debole e un codardo, troppo tipico dei conservatori tedeschi i quali parlavano sempre tanto duramente ma non che non facevano mai seguire alle loro parole l'azione.
Cosa ancora più importante, il fallito Putsch screditò in un certo senso il conservatorismo tradizionale tedesco agli occhi di Chamberlain e ciò lo condusse alla ricerca di un'alternativa più radicale, un tipo di "socialismo tedesco" che avrebbe potuto e saputo offrire una "terza via" tra il capitalismo e il socialismo
Nel gennaio del 1921 Stolzing Cerny, iscritto al Partito Nazionalsocialista Tedesco dei Lavoratori (NSDAP) dal dicembre 1920, scrisse a Chamberlain sui riguardi di un uomo nuovo della scena politica: "Adolf Hitler, un operaio austriaco, un uomo di straordinario talento oratorio e con una conoscenza politica incredibilmente ricca che sa meravigliosamente bene come fare per emozionare le masse".
Inizialmente Chamberlain rimase alquanto esitante nei confronti di Hitler, credendo che fosse solo un altro Kapp, ma dopo la "battaglia di Coburgo", dove Hitler combatté personalmente assieme ai suoi seguaci in una guerriglia di strada contro i comunisti, Chamberlain cominciò a riconoscere in Hitler una persona che sapeva praticare ciò che predicava.
Da quel momento in poi Chamberlain iniziò a seguire e ad ammirare da vicino Hitler, che vide come "salvatore della Germania". Hitler, a sua volta lesse "I Fondamenti", la biografia su Richard Wagner di Chamberlain e molti dei suoi saggi di guerra, e rimase assai influenzato da tutto ciò che egli aveva scritto.
Uno dei maggiori biografi di Hitler, lo storico britannico Sir Ian Kershaw ha scritto che "... Hitler accrebbe molto le sue idee da ben noti trattati antisemiti, come quelli di Houston Stewart Chamberlain, dell'esperto di orientalistica Adolf Wahrmund e specialmente del giornalista arci-populista Theodor Fritsch (uno di coloro che misero tutta la loro enfasi soprattutto sui presunti abusi sessuali commessi dagli ebrei contro le donne tedesche)".
Il fatto che Hitler fosse un ardente wagneriano diede a Chamberlain e ad Hitler un terreno reciproco per l'instaurarsi di un'amicizia, oltre al loro comune odio nei confronti degli ebrei. Allo stesso modo Joseph Goebbels venne convertito all'ideologia del movimento völkisch dopo aver letto i libri e i saggi di Chamberlain e giunse alla conclusione - sulla base dei suoi scritti - che la civiltà occidentale avrebbe potuto essere salvata solo rimuovendo del tutto gli ebrei dalla società tedesca.
Nel corso di questo periodo Chamberlain, praticamente membro della famiglia Wagner, iniziò a spingere il Festival di Bayreuth ad essere apertamente identificato con la politica del völkisch e a trasformare la festa - precedentemente apolitica - in un'autentica adunata völkisch.
Nonostante la sua paralisi Chamberlain, la cui mente era ancora forte, rimase attivo come scrittore, mantenendo una fitta corrispondenza con un'intera gamma di figure passando dall'ammiraglio Alfred von Tirpitz al giornalista radicale antisemita Theodor Fritsch, leader del movimento "Reichshammerbund" völkisch.
Dal suo esilio nei Paesi Bassi l'ex Kaiser scrisse a Chamberlain nel 1922 per dirgli che, grazie ai suoi saggi, era diventato un seguace del Marcionismo e ora rifiutava l'intero Antico Testamento. Guglielmo sostenne che, basandosi sull'opera di Chamberlain, ora sapeva che quello che divenne l'Antico Testamento era in realtà solo un testo dello zoroastrismo dell'antica Persia e che pertanto era "ariano".
L'ex Kaiser sostenne che gli ebrei avessero rubato e riscritto questo testo sacro dai persiani ariani, concludendo la sua lettera: "liberiamoci dall'ebraismo con il suo Yahweh!"
Nel 1923 Guglielmo scrisse raccontando a Chamberlain della sua convinzione che non solo gli ebrei "non sono i nostri predecessori religiosi", ma che Gesù non fosse "un ebreo" ma bensì un ariano "di eccezionale bellezza, alto e sottile con un volto nobile che ispirava al rispetto e all'amore, i capelli biondi sfumati in un marrone castano chiaro, le braccia e le mani nobili e squisitamente formate"
Nel 1923 Chamberlain si incontrò con Hitler a Bayreuth e nel settembre di quello stesso anno si sedette sulla sua sedia a rotelle accanto a Hitler durante la parata paramilitare völkisch "Giornata tedesca". Scrisse nel contempo una lettera aperta e altamente ammirata rivolta all'ormai alto dirigente dello NSDAP e fece pubblicare un saggio ("Dio lo vuole!") sulla prima pagina del giornale nazista Völkischer Beobachter. Chamberlain, paralizzato e sconvolto a seguito della sconfitta del suo amato impero tedesco nella prima guerra mondiale, scrisse a Hitler dopo la sua prima visita nel settembre 1923:
La lettera di Chamberlain, che lo fece diventare la prima grande celebrità ad appoggiare lo NSDAP, produsse una sensazione mediatica in tutto il paese e portò Hitler a gioire "come un bambino" alla notizia Quando Hitler inscenò il Putsch di Monaco nel novembre del 1923 Chamberlain scrisse un saggio per il Völkischer Beobachter intitolato Dio lo vuole! invitando tutti i tedeschi che amavano la Germania ad unirsi al putsch..
Dopo il suo fallimento Chamberlain scrisse: "siamo profondamente colpiti da questo tragico destino, l'ebreo e il gesuita possono ora ancora una volta trionfare!" Chamberlain si unì al partito nazista e contribuì alle sue pubblicazioni. La sua rivista principale, il Völkischer Beobachter, gli dedicò ben cinque colonne per lodarlo nel giorno del suo settantesimo compleanno, descrivendo "I Fondamenti" come il "vangelo del movimento nazionalsocialista".
Nel gennaio del 1924 Chamberlain pubblicò un saggio che elogiò Hitler come una di quelle "rare creature belle ... un uomo di genuina semplicità e con uno sguardo affascinante", le cui parole "arrivano sempre direttamente dal cuore". Chamberlain elogiò inoltre Hitler anche per aver intrapreso un "Vernichtungskrieg" ("guerra di distruzione") contro tutti i nemici della Germania. Scrisse ancora di Hitler, che considerava oramai il più grande di tutti i suoi eroi:

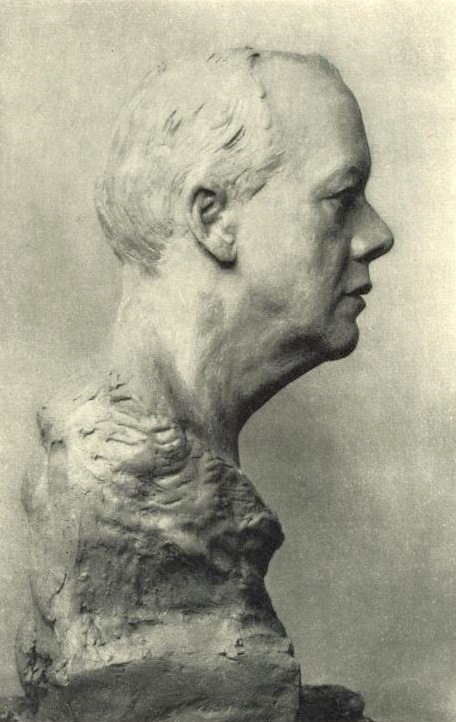
Busto di profilo di Chamberlain.

## Impatto deI fondamenti
Durante la sua vita le opere di Chamberlain vennero lette in tutta Europa e soprattutto in Germania. La sua accoglienza fu particolarmente favorevole tra l'élite conservatrice tedesca. Il Kaiser Guglielmo II di Germania lo patrocinò caldamente, mantenendo con lui una fitta corrispondenza, invitandolo a rimanere presso la sua corte, distribuendo copie de I fondamenti del diciannovesimo secolo tra l'esercito tedesco (il Deutsches Heer) e facendo inserire copie del libro nelle biblioteche tedesche, oltre che ad includerlo nei programmi scolastici.
Nel 1932, in un saggio intitolato "Anti-Semitica" contro l'antisemitismo, il giornalista tedesco Carl von Ossietzky argomentò: "l'antisemitismo intellettuale era la speciale prerogativa di Houston Stewart Chamberlain, che, nei fondamenti del XIX secolo ha concretizzato le fantasie del conte Arthur Joseph de Gobineau che era entrato a Bayreuth e le ha tradotte dal linguaggio di innocui snob ad un misticismo modernizzato e seducente". Ossietzky concluse il suo saggio con l'avvertimento profetico: "oggi c'è un forte odore di sangue nell'aria. L'antisemitismo letterario finge di essere solo un'arma morale per poter compiere meglio l'omicidio, ladri affidabili e onesti si prenderanno cura del resto".
"I Fondamenti" si dimostrerebbero un lavoro seminale per il nazionalismo tedesco; a causa del suo successo, aiutato dall'associazione di Chamberlain con il circolo di Wagner, le idee della supremazia della razza ariana e di una lotta contro l'influenza ebraica si diffusero ampiamente in tutto lo Stato tedesco all'inizio del secolo. Se non costituì il quadro della successiva ideologia del nazionalsocialismo, almeno fornì ai suoi aderenti una giustificazione intellettuale apparente.
Molte delle idee di Chamberlain, come la sua enfasi posta su una lotta razziale tra ariani ed ebrei per la dominazione del mondo, entrarono a far parte del modo di pensare nazista; ma anche l'elezione della Germania ad uno "status di potenza mondiale"; la sua richiesta di una "economia pianificata" (qualcosa realizzato nel 1936 quando Hitler presentò il piano dei primi quattro anni videro il governo tedesco prendere in mano l'economia nazionale); la sua visione della Germania diventata la Volksgemeinschaft (comunità popolare); la sua domanda di una "terza via" tra il capitalismo e il socialismo; la sua totale opposizione alla democrazia e alla sua nostalgia per uno stile di vita agrario furono tutte cose poste al centro della politica nazionalsocialista.
L'unica idea nazionalsocialista che a Chamberlain mancò fu quella del Lebensraum (spazio vitale), la necessità percepita dalla Germania di colonizzare l'intera Europa orientale, spostando la popolazione esistente per lasciare spazio ai coloni ariani. Tuttavia, esistettero pur sempre delle differenze; Chamberlain rimase sempre un monarchico e credette che quando il suo amico Hitler fosse giunto al potere, avrebbe ripristinato la monarchia e rimesso sul trono il suo altro amico Guglielmo II di Germania.

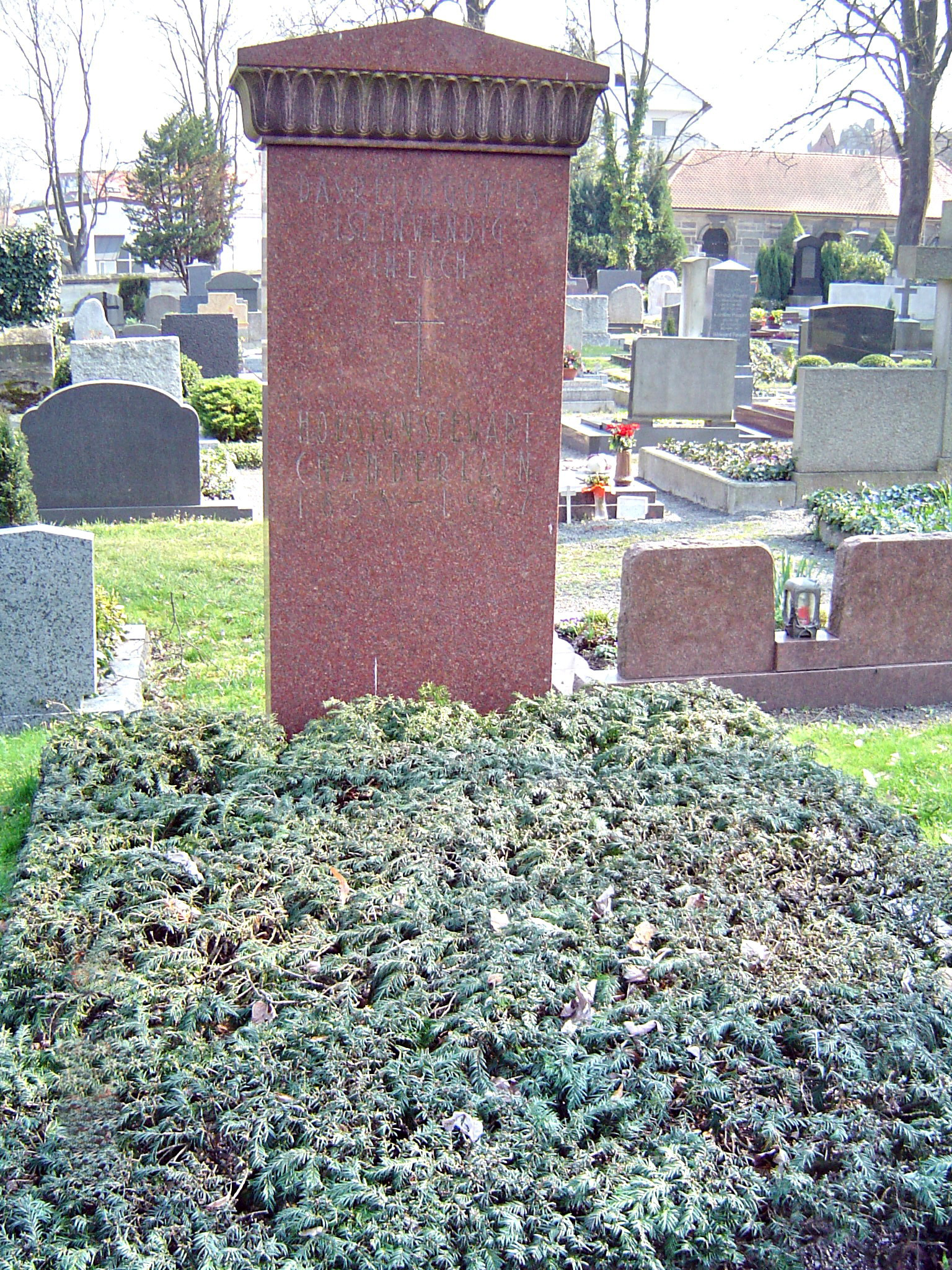
Tomba di Chamberlain a Bayreuth.

Se Chamberlain fosse vissuto abbastanza per vedere realizzarsi la Germania nazista, con molta probabilità sarebbe rimasto deluso per il fatto che Hitler non avesse restaurato la monarchia che egli tanto desiderava. Inoltre, Chamberlain fu solo uno dei tanti pensatori del movimento völkisch che influenzarono Hitler.
Riuscì però a vedere le sue idee cominciare a dare i propri frutti. Adolf Hitler, mentre ancora cresceva come figura politica all'interno della repubblica di Weimar, lo visitò più volte (nel 1923 e nel 1926, insieme a Joseph Goebbels) alla proprietà della famiglia Wagner a Bayreuth e fece una buona impressione sullo scrittore inglese, tanto che questi si iscrisse al partito Nazionalsocialista Tedesco dei Lavoratori cominciando a scrivere sui vari giornali del partito.
Hitler partecipò successivamente al funerale di Chamberlain svoltosi nel gennaio del 1927 insieme a diversi membri altamente qualificati del partito nazista.
Le idee di Chamberlain furono influenti in particolare per Alfred Rosenberg, che divenne il filosofo ufficiale del partito nazista. Nel 1909, alcuni mesi prima del suo decimo compleanno, andò con una zia a far visita al suo tutore, dove si trovarono riuniti anche altri parenti. Si alzò, andò in un ripiano di libri, prese una copia de "I Fondamenti" di Chamberlain e scrisse in seguito così del momento vissuto: "mi sentivo elettrizzato, ho letto il titolo e sono andato dritto in libreria". Nel 1930 Rosenberg pubblicò Il mito del XX secolo, omaggio e continuazione del lavoro di Chamberlain.
Rosenberg accompagnò Hitler quando questi fu invitato dalla vedova di Richard Wagner, Cosima Wagner, nell'ottobre del 1923, dove incontrò il suo "padre spirituale". Hitler raccontò a Chamberlain che stava lavorando al proprio libro (il Mein Kampf) che, nelle sue intenzioni, avrebbe dovuto fare per il Terzo Reich quello che il libro di Chamberlain fece per il Secondo.
Al di là del Kaiser e del Partito Nazionalsocialista Tedesco dei Lavoratori (NSDAP), le valutazioni furono contrastanti. Lo studioso francese di cultura della Germania Edmond Vermeil considerò le idee di Chamberlain "essenzialmente scadenti", mentre l'autore tedesco antinazista Konrad Heiden, nonostante le obiezioni alle idee razziali di Chamberlain, lo descrive come "uno dei talenti più sorprendenti nella storia della mente tedesca, dalla conoscenza e dalle idee profonde".
In un lavoro del 1939 il filosofo Martin Heidegger (egli stesso un ex-nazista) licenziò il lavoro di Chamberlain semplicemente come una "Weltanschauung".

## Opere
- (1892). Das Drama Richard Wagners. Eine Anregung, Breitkopf & Härtel.
- (1895). Richard Wagner, F. Bruckmann.
- (1899). Die Grundlagen des neunzehnten Jahrhunderts, Bruckmann.
- (1905). Arische Weltanschauung, Bruckmann.
- (1903). Heinrich von Stein und seine Weltanschauung, Georg Heinrich Meyer.
- (1905). Immanuel Kant. Die Persönlichkeit als Einführung in das Werk, Bruckmann.
- (1912). Goethe. Bruckmann.
- (1915). Kriegsaufsätze, Bruckmann.
- (1919). Lebenswege meines Denkens, Bruckmann.

### Altre letture
- Barzun, Jacques (1937), Race: A Study in Modern Superstition, Taylor & Francis.
- Biddiss, Michael (1998), "History as Destiny: Gobineau, H. S. Chamberlain and Spengler," Transactions of the Royal Historical Society, Vol. VII, Sixth Series, Cambridge University Press.
- Kelly, Alfred (1981), The Descent of Darwin: The Popularization of Darwinism in Germany, 1860–1914, University of North Carolina Press.
- Mather Jr., F. J. (1915), "Ethnic Darwinism: A New-Old Fallacy," The Unpopular Review, Vol. III, No. 5.
- Newman, Ernest (1931), "The Case of Ferdinand Praeger." In Fact and Fiction about Wagner, Alfred A. Knopf.
- Parkinson, C. Northcote (1958), "The Theory of Dictatorship." In Evolution of Political Thought, Part IV, Chap. 22, Houghton Mifflin Company.
- Redesdale, Lord (1914), "Houston Stewart Chamberlain," The Edinburgh Review, Vol. CCXIX, No. 447.
- Snyder, Louis L. (1939), "Houston Stewart Chamberlain and Teutonic Nordicism." In Race, A History of Modern Ethnic Theories, Chap. VIII, Longmans, Green and Co.
- Stein, Ludwig (1918), "The Neo-Romantic Movement." In Philosophical Currents of the Present Day, Chap. V. The University of Calcutta.
- Williamson, Roger Andrew (1973), Houston Stewart Chamberlain: A Study of the Man and His Ideas, 1855–1927, University of California, Santa Barbara.
- Voegelin, Eric (1940), "The Growth of the Race Idea," The Review of Politics, Vol. 2, No. 3.
- Voegelin, Eric (1997), Race and State, University of Missouri Press.